# Liste der Biografien/Bad
Liste der Biografien |
Portal Biografien |
Personensuche
# |
A |
B |
C |
D |
E |
F |
G |
H |
I |
J |
K |
L |
M |
N |
O |
P |
Q |
R |
S |
T |
U |
V |
W |
X |
Y |
Z |
?
 
Ba |
Be |
Bd |
Bg |
Bh |
Bi |
Bj |
Bl |
Bm |
Bn |
Bo |
Br |
Bs |
Bu |
Bw |
By |
Bz
 
Baa |
Bab |
Bac |
Bad |
Bae |
Baf |
Bag |
Bah |
Bai |
Baj |
Bak |
Bal |
Bam |
Ban |
Bao |
Bap |
Baq |
Bar |
Bas |
Bat |
Bau |
Bav |
Baw |
Bax–Baz
Die Liste der Biografien führt alle Personen auf, die in der deutschsprachigen Wikipedia einen Artikel haben. Dieses ist eine Teilliste mit 534 Einträgen von Personen, deren Namen mit den Buchstaben „Bad“ beginnt.

## Bad
- Bad Azz (1975–2019), US-amerikanischer Rapper
- Bad Boy Bill, US-amerikanischer DJ
- Bad Bunny (* 1994), puerto-ricanischer Latin-Trap- und Reggaeton-SängerBad Bunny (* 1994)

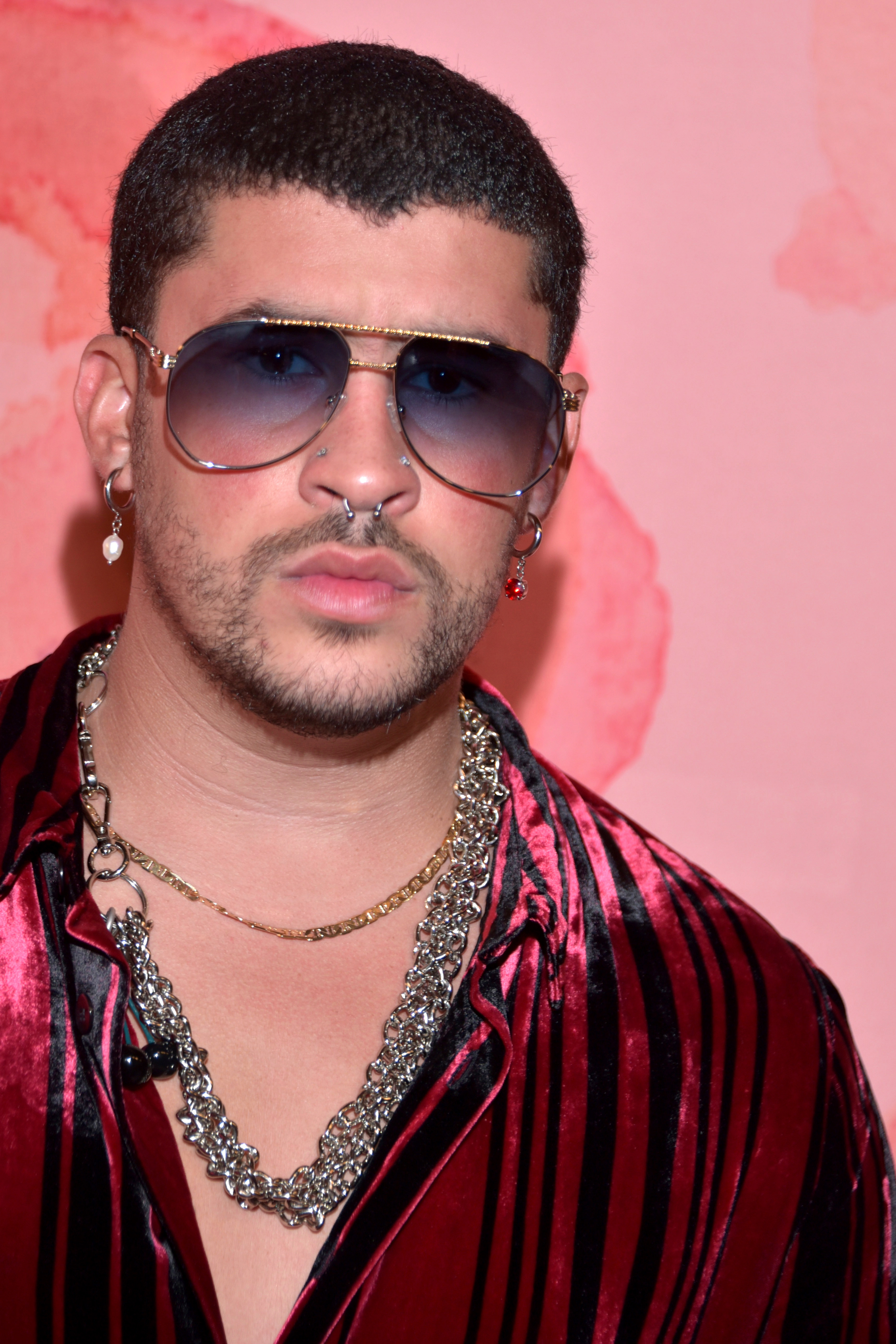
Bad Bunny (* 1994)

- Bad Gyal (* 1997), spanische Sängerin
- Bad Heart Bull, Amos (1869–1913), indianischer Maler und Historiker der Oglala-Lakota-Sioux
- Bad Temper Joe, deutscher Singer-Songwriter
- Bad, Jira Bulahi (* 1965), sahrauische Ingenieurin, Politikerin und Aktivistin

### Bada
- Bada, David (* 1995), deutscher American-Football-Spieler
- Bada, Sunday (1969–2011), nigerianischer Sprinter
- Badaan, Nicole (* 1992), US-amerikanische Schauspielerin
- Badacz, Konrad (* 2003), polnischer Biathlet
- Badajew, Semjon Iwanowitsch (1778–1847), russischer Metallurg
- Badaki, Yetide (* 1981), nigerianische Schauspielerin
- Badal, Carlos (* 1999), spanischer Fußballspieler
- Badal, Jean (1927–2015), ungarisch Kameramann
- Badal, Parkash Singh (1927–2023), indischer Politiker
- Badal, Vasgen (1891–1959), iranischer Filmproduzent beim deutschen Film
- Badalamenti, Angelo (1937–2022), US-amerikanischer Komponist
- Badalamenti, Gaetano (1923–2004), sizilianischer Mafioso
- Bədəlbəyli, Əfrasiyab (1907–1976), sowjetisch-aserbaidschanischer Komponist, Dirigent, Musikwissenschaftler, Librettist und Publizist
- Badalıoğlu, Muzaffer (1960–1989), türkischer Fußballspieler und -trainer
- Badaljan, Geworg (* 1991), armenischer Fußballspieler
- Badalli, Pajtim (* 1991), schweizerischer Fußballspieler
- Badalocchio, Sisto (1585–1647), italienischer Maler
- Badalov, Stepan (1919–2014), sowjetischer und usbekischer Mineraloge und Geochemiker
- Badalow, Andrei Jurjewitsch (1962–2025), russischer Ingenieur, Staats- und Unternehmensmanager
- Badalucco, Joseph, Jr. (* 1960), US-amerikanischer Schauspieler
- Badalucco, Michael (* 1954), US-amerikanischer Schauspieler
- Badalucco, Nicola (1929–2015), italienischer Drehbuchautor
- Badami, Anita Rau (* 1961), indische Autorin
- Badami, Stefano (1904–1955), US-amerikanischer Mafioso
- Badamosi, Muhammed (* 1998), gambischer Fußballspieler
- Badamschin, Igor Gainiachmetowitsch (1966–2014), sowjetisch-russischer Skilangläufer
- Badan, Mehmet (* 1973), türkischer Popmusiker
- Badana, Eve (* 1993), irische Fußballspielerin
- Badanina, Jelena Wladimirowna (* 1992), russische Biathletin
- Badano, Chiara (1971–1990), italienische Selige
- Badar-Uugan, Enchbatyn (* 1985), mongolischer Amateurboxer in der Bantamgewichtsklasse (bis 54 kg)
- Bădără, Gheorghe (* 1941), rumänischer Radrennfahrer
- Badarneh, Omar (* 2007), palästinensischer Fußballspieler
- Badarou, Wally (* 1955), beninischer Musiker
- Badaroux, Pierre-Antoine (* 1986), französischer Musiker (Altsaxophon, Komposition, Orchesterleitung) und Musikproduzent
- Bądarzewska, Tekla († 1861), polnische Musikerin
- Badass, Joey (* 1995), US-amerikanischer Hip-Hop-MusikerJoey Badass (* 1995)

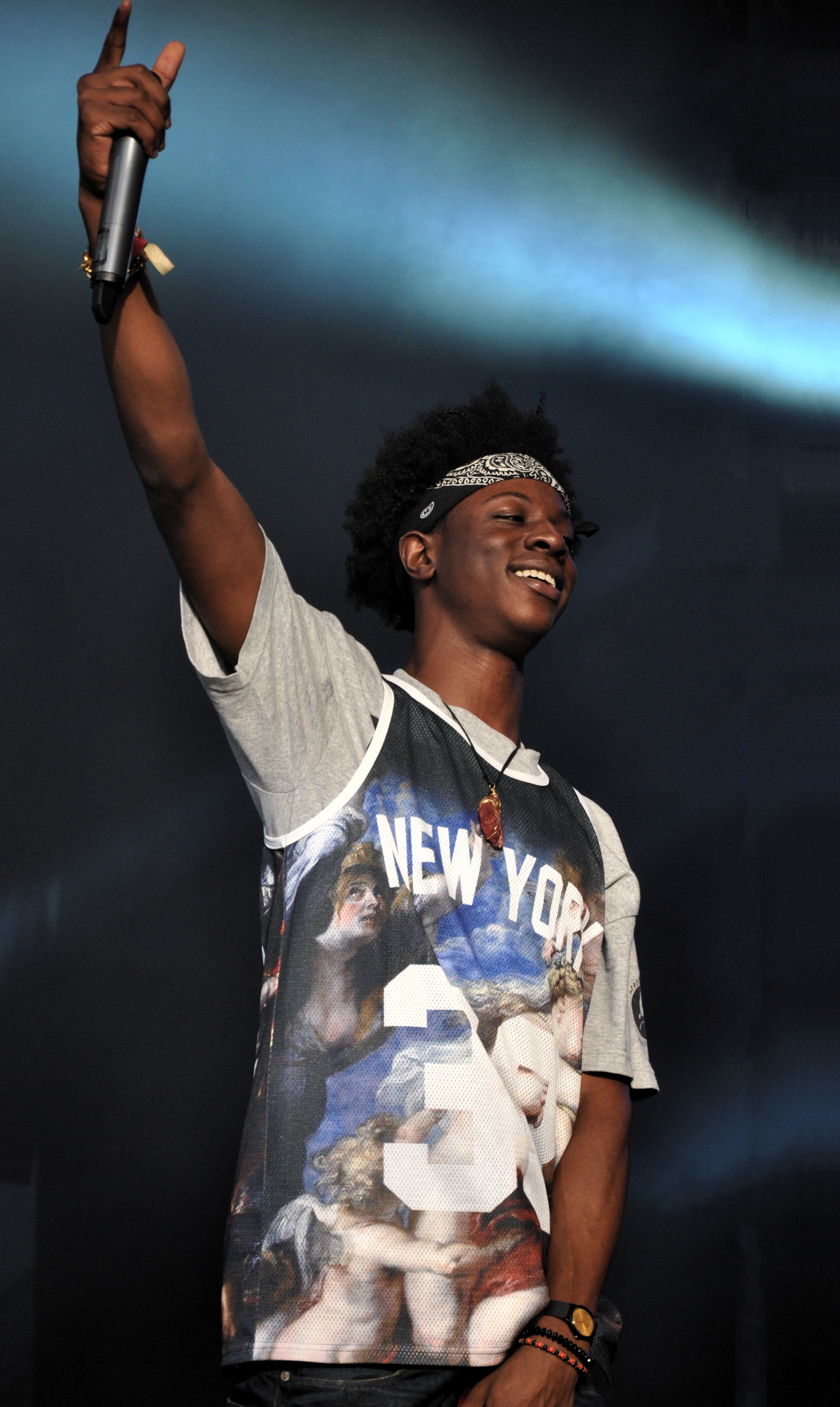
Joey Badass (* 1995)

- Badault, Denis (1958–2023), französischer Jazzmusiker und Komponist
- Badāʾūnī, ʿAbd al-Qādir (* 1540), Historiker und Gelehrter am Mogulhof
- Badawi, Abdul Hamid (1887–1965), ägyptischer Jurist und Richter am Internationalen Gerichtshof
- Badawi, Ahmad (1927–1981), ägyptischer Verteidigungsminister
- Badawi, Jamal (* 1939), islamischer Aktivist in Nordamerika
- Badawi, Mohamed (* 1965), sudanesischer Sprachwissenschaftler, Musiker und Bildungsförderer
- Badawi, Raif (* 1984), saudischer Internet-Aktivist und politischer Gefangener
- Badawi, Samar (* 1981), saudi-arabische Aktivistin für Frauenrechte
- Badawi, Zaki (1922–2006), ägyptischer islamischer Gelehrter, Aktivist und Förderer
- Badawi, Zeinab (* 1959), britische Nachrichtenmoderatorin
- Badawy Sayed, Yousuf (* 2002), ägyptischer Hürdenläufer
- Baday, Ahmed (* 1974), marokkanischer Langstreckenläufer

### Badb
- Badberger, Karl (* 1888), deutscher Architekt und Baubeamter
- Badby, John († 1410), englischer Märtyrer

### Badc
- Badchieff (* 1999), deutscher Rapper, DJ und MusikproduzentBadchieff (* 1999)

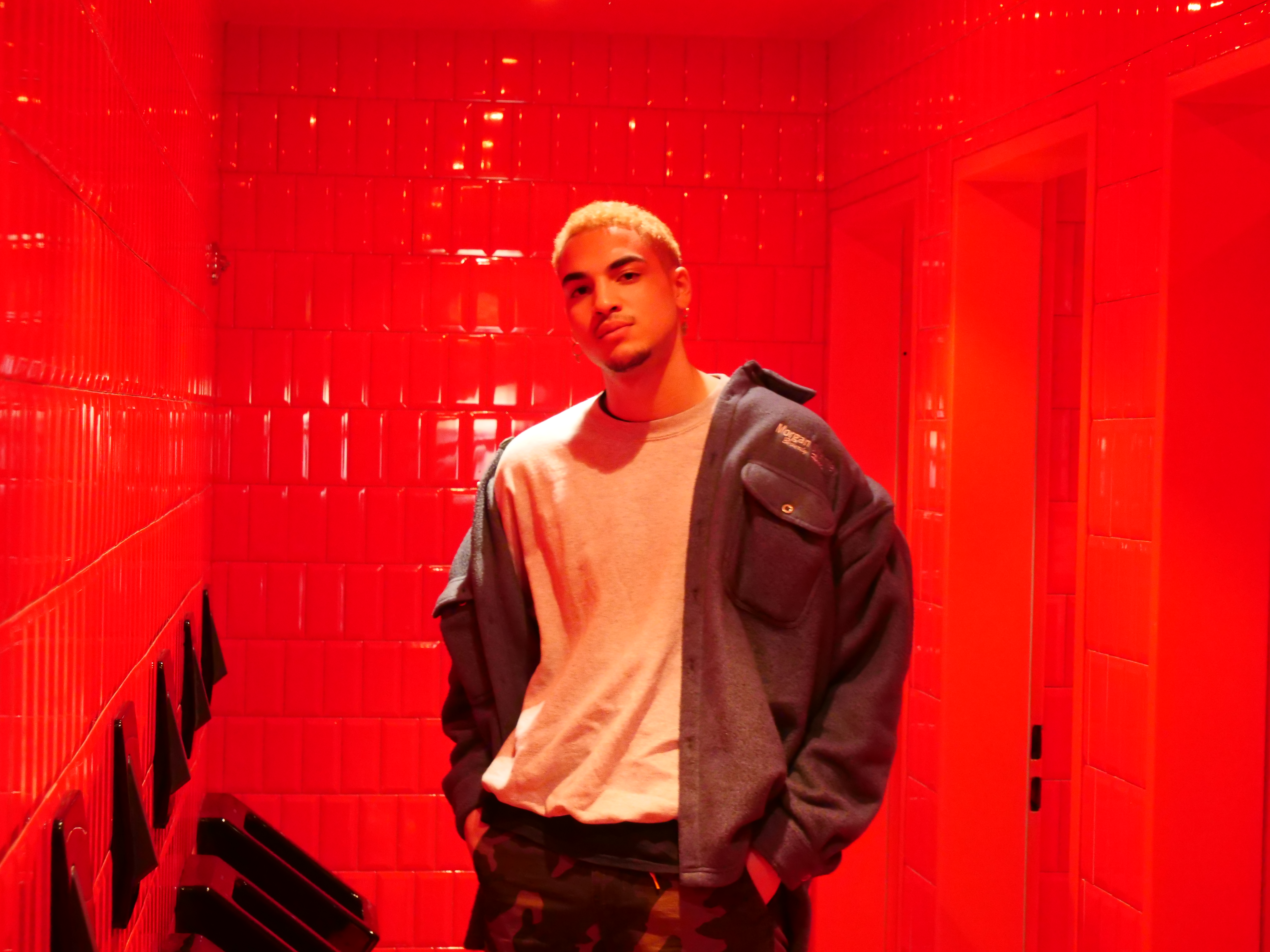
Badchieff (* 1999)

- Badcock, John (1903–1976), britischer Ruderer

### Badd
- Badde, Elke (* 1959), deutsche Politikerin (SPD), MdHB
- Badde, Paul (* 1948), deutscher Sachbuchautor und Journalist
- Baddeley, Aaron (* 1981), australischer Golfsportler
- Baddeley, Alan (* 1934), britischer Psychologe
- Baddeley, Andrew (* 1982), britischer Mittelstreckenläufer
- Baddeley, Angela (1904–1976), englische Schauspielerin
- Baddeley, Gavin (* 1966), britischer Journalist und Autor
- Baddeley, Herbert (1872–1931), britischer Tennis- und Badmintonspieler
- Baddeley, Hermione (1906–1986), britische Schauspielerin
- Baddeley, Sam (1884–1958), englischer Fußballspieler
- Baddeley, Steve (* 1961), englischer Badmintonspieler
- Baddeley, Violet (1902–1989), englische Badmintonspielerin
- Baddeley, Wilfred (1872–1929), britischer Tennisspieler
- Baddiel, David (* 1964), britischer Komiker, Autor und FernsehdarstellerDavid Baddiel (* 1964)

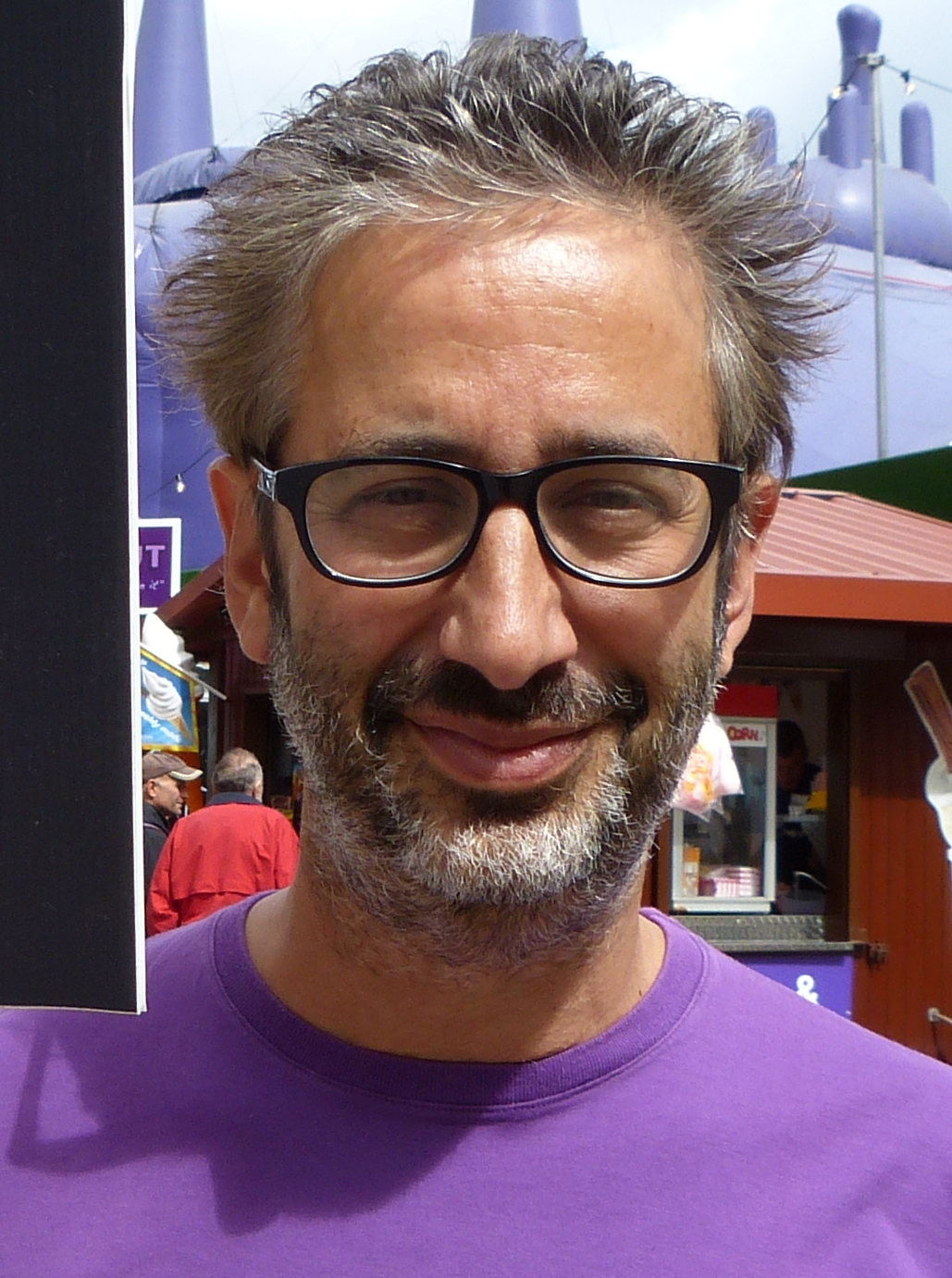
David Baddiel (* 1964)

- Baddiley, James (1918–2008), britischer Biochemiker
- Baddou, Abderrahmane (1925–2001), marokkanischer Diplomat
- Baddrol Bakhtiar (* 1988), malaysischer Fußballspieler

### Bade
- Bade, Alexander (* 1970), deutscher Fußballtorhüter
- Bade, André (* 1973), deutscher Basketballspieler
- Bade, Angelika, deutsche Journalistin, Redakteurin und Produzentin
- Bade, Heinrich (1823–1908), deutscher Verwaltungsjurist und Kommunalbeamter, Bürgermeister von Schwerin
- Bade, Jessica (* 1993), deutsche Fußballspielerin
- Bade, Klaus Jürgen (* 1944), deutscher Historiker
- Bade, Lance (* 1971), US-amerikanischer Sportschütze
- Badé, Loïc (* 2000), französischer FußballspielerLoïc Badé (* 2000)

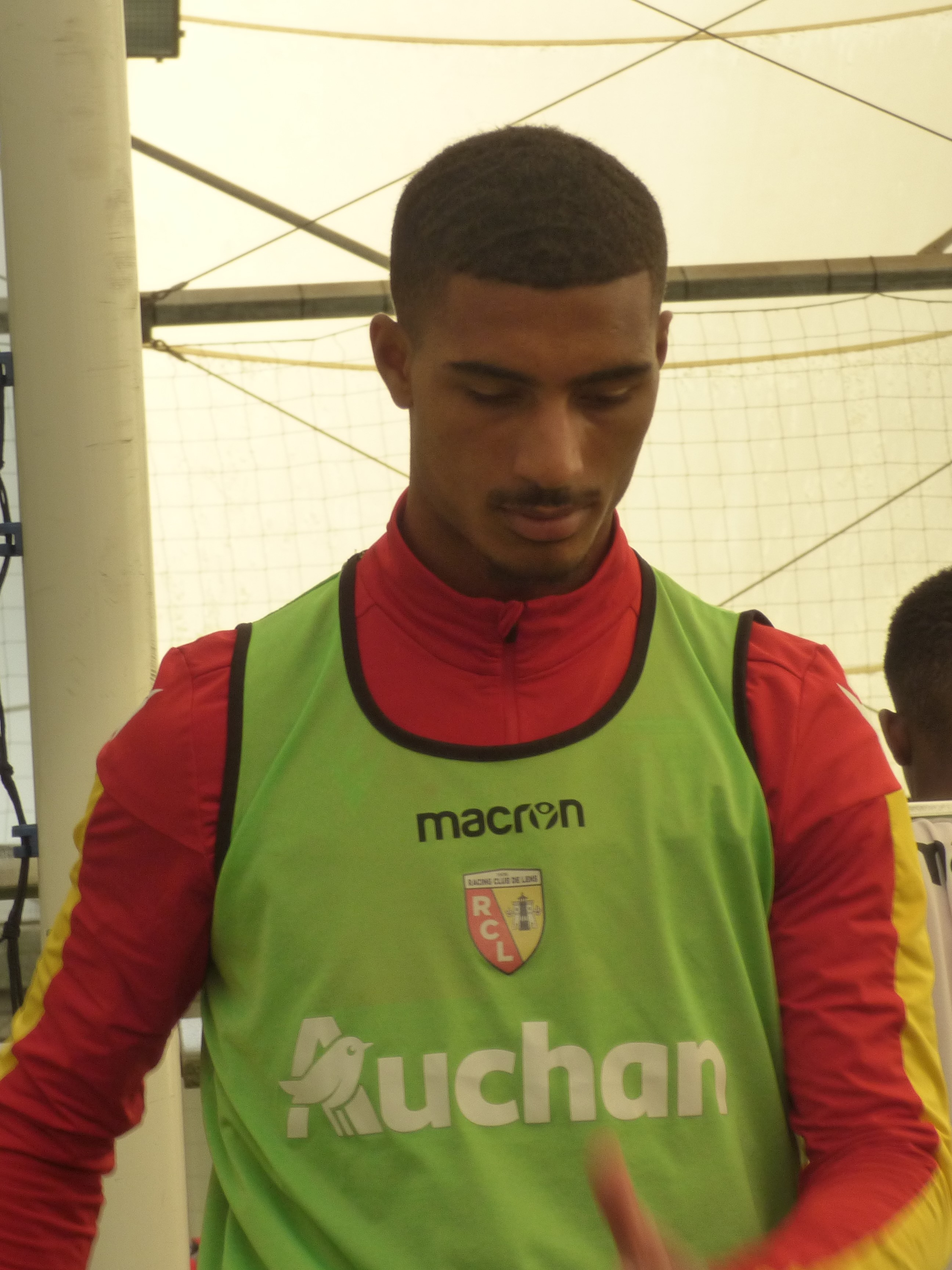
Loïc Badé (* 2000)

- Bade, Ludwig (1910–1997), deutscher Politiker (SPD)
- Bade, Marcus (1871–1936), deutscher evangelischer Propst und Pastor
- Bade, Peter (1872–1956), deutscher Orthopäde
- Bade, Renate (* 1938), deutsche Filmeditorin
- Bade, Robin (* 1981), deutscher Hörfunk- und Fernsehmoderator
- Bade, Thomas (* 1963), deutscher Journalist und Fernsehmoderator
- Bade, Wilfrid (1906–1945), deutscher Autor im Dritten Reich
- Bade, Wilhelm (1843–1903), deutscher Kapitän und Unternehmer
- Bade, William (1924–2012), US-amerikanischer Mathematiker
- Bade-Bräuning, Steffi (* 1969), deutsche Dirigentin, Arrangeurin, Musiklehrerin und Klarinettistin
- Badea, Ioana (* 1964), rumänische Ruderin
- Badea, Ionuț (* 1975), rumänischer Fußballspieler und -trainer
- Badea, Pavel (* 1967), rumänischer Fußballspieler, -trainer und Funktionär
- Badea-Cârlescu, Laura (* 1970), rumänische Fechterin
- Badea-Păun, Gabriel (* 1973), rumänischer Kunsthistoriker
- Bădeanțu, Petre (1929–1993), rumänischer Fußballspieler
- Badeck, Georg (1938–2004), deutscher Politiker (CDU), MdL
- Badecki, Karol (1886–1953), polnischer Literaturhistoriker, Bibliograf und Archivar
- Badehorn, Leonhard (1510–1587), deutscher Jurist
- Badehorn, Siegmund († 1594), sächsischer Jurist und Bürgermeister von Leipzig
- Badehorn, Sigismund (1585–1626), deutscher lutherischer Theologe
- Badejo, Bolaji (1953–1992), nigerianischer ehemaliger Kunststudent und Schauspieler
- Badejo, Emmanuel Adetoyese (* 1961), nigerianischer Geistlicher, römisch-katholischer Bischof von Oyo
- Bädekerl, Klaus (* 1947), deutscher Autor
- Badekow, Martin (1896–1983), deutscher Fotograf
- Badel, Alan (1923–1982), britischer Schauspieler
- Badel, Flurina (* 1983), Schweizer Schriftstellerin und Künstlerin
- Badel, Peter (* 1953), deutscher Kameramann
- Badel, Pierre (1928–2013), französischer Regisseur
- Badelj, Milan (* 1989), kroatischer Fußballspieler
- Badelka, Wolha (* 2002), belarussische Schachspielerin
- Badell, Gustavo (1971–2023), venezolanischer Bodybuilder
- Badelt, Christoph (* 1951), österreichischer Wirtschaftswissenschaftler
- Badelt, Klaus (* 1967), deutscher KomponistKlaus Badelt (* 1967)

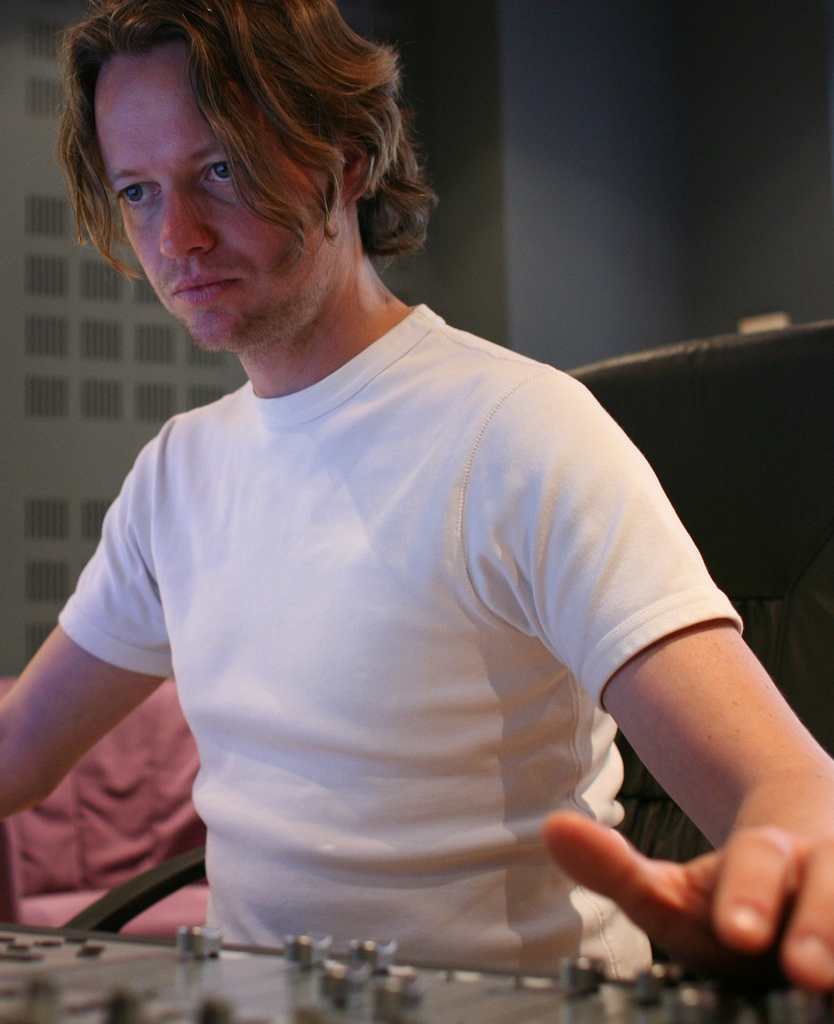
Klaus Badelt (* 1967)

- Bademci, Salih (* 1984), türkischer Schauspieler
- Bademsoy, Aysun (* 1960), deutsch-türkische Filmregisseurin und Drehbuchautorin
- Bademsoy, Sabahat (* 1937), türkische Schauspielerin
- Bademsoy, Tayfun (* 1958), deutsch-türkischer Schauspieler
- Baden Frederiksen, Nikolai (* 2000), dänischer Fußballspieler
- Baden Kelly, Vanessa (* 1985), amerikanische Schauspielerin und Drehbuchautorin
- Baden Powell, Philippe (* 1978), französisch-brasilianischer Musiker (Piano, Komposition)
- Baden, Bernhard von (* 1970), deutscher Unternehmer, Chef des Hauses BadenBernhard von Baden (* 1970)

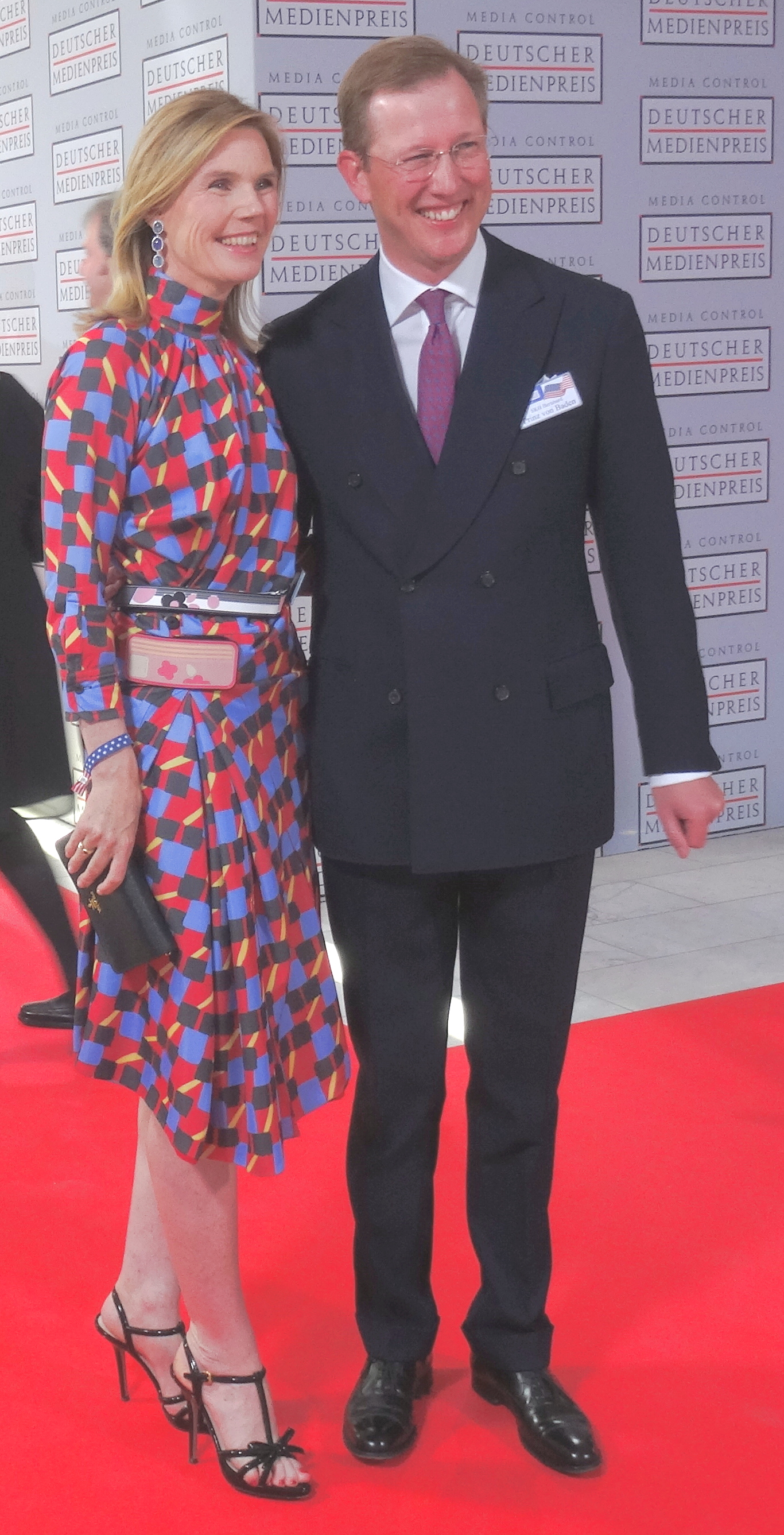
Bernhard von Baden (* 1970)

- Baden, Berthold Markgraf von (1906–1963), deutscher Adeliger, Chef des Hauses von Baden
- Baden, Christoph von (1477–1508), Domherr in Straßburg und Köln
- Baden, Conrad (1908–1989), norwegischer Komponist und Organist
- Baden, Faisal al- (* 1962), saudi-arabischer Fußballtrainer
- Baden, Franz Anton von (1737–1818), letzter Präsident der breisgauischen Landstände
- Baden, Gustav L. (1764–1840), dänischer Historiker und Notar
- Baden, Hans Jürgen (1911–1986), deutscher evangelischer Theologe
- Baden, Heinz (1887–1954), deutscher Maler
- Baden, Hermann (1883–1962), Präsident des Verbandes Jüdischer Gemeinden in der DDR
- Baden, Holger (1892–1966), dänischer Langstreckenläufer
- Baden, Jacob (1735–1804), dänischer Philologe
- Baden, Joel (* 1996), australischer Leichtathlet
- Baden, Karl von (1770–1830), badischer Staatsrat
- Baden, Kurt (1913–2004), deutscher Architekt, Kunstsammler und Stifter
- Baden, Manfred (1922–2021), deutscher Ministerialbeamter und Staatssekretär
- Baden, Martin (* 1983), deutscher Schauspieler
- Baden, Max Markgraf von (1933–2022), deutscher Unternehmer und Chef des Hauses Baden
- Baden, Max von (1867–1929), preußischer General der Kavallerie, letzter Reichskanzler des Deutschen KaiserreichesMax von Baden (1867–1929)

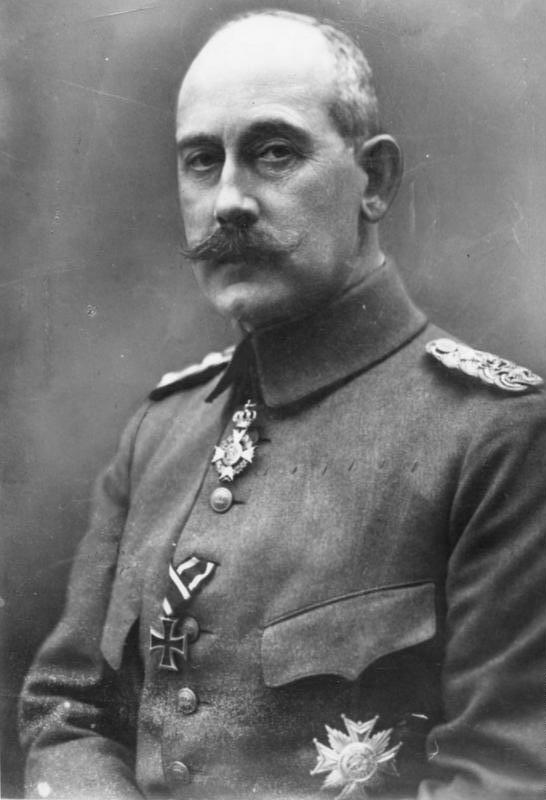
Max von Baden (1867–1929)

- Baden, Maximilian (* 1989), deutscher Karateka
- Baden, Maximilian von (1796–1882), badischer Prinz und General
- Baden, Olaf (* 1956), deutscher Off-Sprecher
- Baden, Sebastian (* 1980), deutscher Kunsthistoriker und Museumsleiter
- Baden, Torkel (1765–1849), dänischer Philologe und Kunsthistoriker
- Baden-Baden, Hermann von (1628–1691), Markgraf von Baden, Feldmarschall und Hofkriegsratspräsident
- Baden-Durlach, Bernhard Gustav von (1631–1677), schwedischer General und Fürstabt von Fulda und Kempten
- Baden-Powell, Agnes (1858–1945), 1. Weltführerin der Pfadfinderinnen
- Baden-Powell, Baden (1860–1937), britischer Offizier und Pionier der Militärluftfahrt und zeitweilig Präsident der Royal Aeronautical Society
- Baden-Powell, Olave (1889–1977), britische Mitgründerin der Pfadfinderinnen
- Baden-Powell, Robert (1857–1941), britischer Kavallerie-Offizier und Gründer der PfadfinderbewegungRobert Baden-Powell (1857–1941)

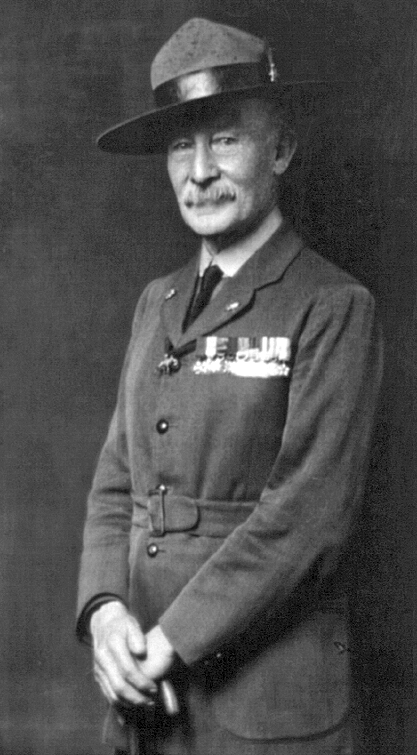
Robert Baden-Powell (1857–1941)

- Baden-Powell, Robert, 3. Baron Baden-Powell (1936–2019), britischer Peer und Politiker
- Baden-Powell, Warington (1847–1921), Kronanwalt; Gründer der Seepfadfinder
- Badenberg, Albertine (1865–1958), deutsche Frauenrechtlerin und Politikerin (Zentrum), MdL
- Badenberg, Felor (* 1975), deutsche Juristin, Berliner Senatorin für Justiz und Verbraucherschutz
- Badenberg, Robert (* 1961), deutscher evangelikaler Theologe und Missionswissenschaftler
- Badendorp, Johann († 1517), Ratssekretär der Hansestadt Lübeck
- Badenes i Dalmau, Francesc (1859–1917), valencianischer Dichter und Schriftsteller
- Badenes, Elisa (* 1992), spanische Balletttänzerin
- Badenes, Manuel (1928–2007), spanischer Fußballspieler
- Badenfeld, Eduard von (1800–1860), österreichischer Schriftsteller
- Badenhausen, Regner (1610–1686), Kanzler der Landgrafschaft Hessen-Kassel
- Badenhausen, Rolf (1907–1987), deutscher Theaterwissenschaftler und Dramaturg
- Badenhausen, Rolf (* 1955), deutscher Unternehmer und Autor
- Badenheuer, Friedrich (1902–1965), deutscher Metallurg
- Badenheuer, Konrad (* 1966), deutscher Journalist, Sachbuchautor
- Badenhoop, Reinhard Karl Julius (1903–1973), Jurist und Vorstand der Kommunalen Gemeinschaftsstelle für Verwaltungsvereinfachung
- Badenhop, Hartmut (1930–2025), deutscher evangelischer Theologe und LandessuperintendentHartmut Badenhop (1930–2025)

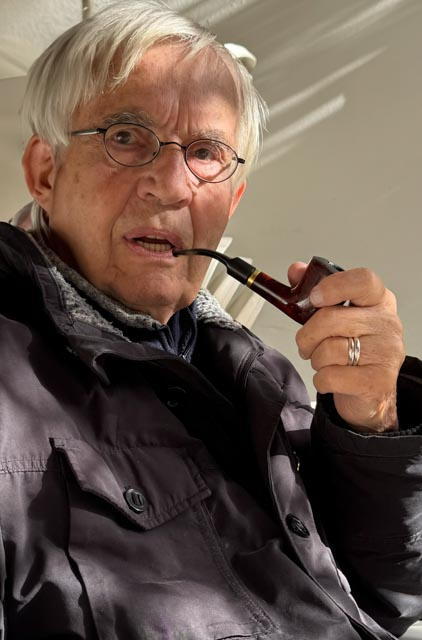
Hartmut Badenhop (1930–2025)

- Badenhop, Matthias (* 1979), deutscher politischer Beamter (FDP)
- Badenhorst, Gesa (* 1958), deutsche Schauspielerin und Schauspiellehrerin
- Badenhorst, Joachim (* 1981), belgischer Saxophonist und Klarinettist
- Badeni, Kasimir Felix (1846–1909), polnisch-österreichischer Verwaltungsjurist und Politiker; Statthalter im Königreich Galizien und Lodomerien, Ministerpräsident von Cisleithanien
- Badenius, Fee (* 1986), deutsche Liedermacherin
- Badenoch, Kemi (* 1980), britische Politikerin der Konservativen Partei
- Badenoth, Bischof von Rochester
- Badenschier, Franziska, Journalistin für Wissenschaft und Medizin
- Badenschier, Rico (* 1978), deutscher Politiker (SPD)
- Badeński, Andrzej (1943–2008), polnischer Sprinter
- Bader, Alberto (* 1959), italienischer Werbefotograf und Filmregisseur
- Bader, Alexander (* 1965), deutscher Klarinettist
- Bader, Alfred (1924–2018), kanadischer Chemiker, Unternehmer, Kunstsammler und Mäzen
- Bader, Alfred (1931–2010), deutscher akademischer Bildhauer
- Bader, Anna (* 1983), deutsche Klippenspringerin und Wasserspringerin
- Bader, Anton (* 1981), deutscher Eishockeyspieler
- Bader, Arthur (1926–2010), deutscher Journalist
- Bader, Augustin († 1530), Augsburger Täuferführer und Chiliast
- Bader, Augustinus (* 1959), deutscher Mediziner und Biomediziner
- Bader, Axel (* 1956), deutscher Steuerberater, Wirtschaftsprüfer und Hochschullehrer für Betriebswirtschaftliche Steuerlehre
- Bader, Barbara (* 1972), Schweizer Kunstwissenschaftlerin und Kunstdidaktikerin
- Bader, Benjamin (* 1982), deutscher Wirtschaftswissenschaftler und Ökonom
- Bader, Bernardo (* 1974), österreichischer Architekt
- Bader, Bernd (* 1945), deutscher Bibliothekar und Klassischer Philologe
- Bader, Carl Adam (1789–1870), deutscher Opernsänger (Tenor)
- Bader, Christian (1882–1942), österreichischer Lehrer und Politiker (CSP), Landtagsabgeordneter, Mitglied des Bundesrates
- Bader, Christoph (* 1997), österreichischer Fußballspieler
- Bader, Christophe (1972–1993), Schweizer Attentäter
- Bader, Conny (* 1980), deutsche Pop-Musikerin im christlichen Spektrum
- Bader, Diana (* 1976), deutsche Politikerin (Die Linke), MdL
- Bader, Diedrich (* 1966), US-amerikanischer SchauspielerDiedrich Bader (* 1966)

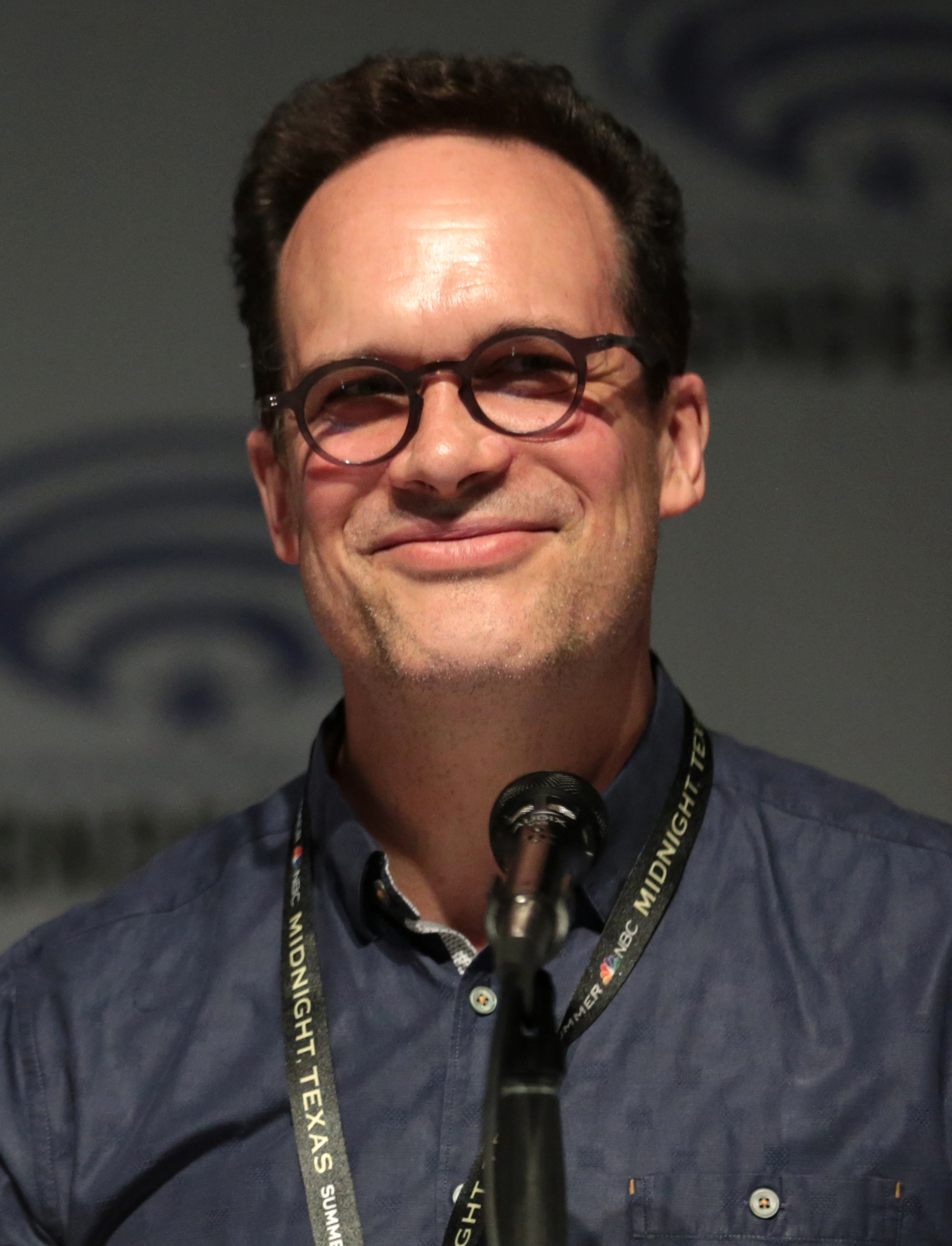
Diedrich Bader (* 1966)

- Bader, Douglas (1910–1982), britischer Jagdflieger
- Bader, Elvira (* 1955), Schweizer Politikerin (CVP)
- Bader, Emanuel (1891–1938), deutsch-russischer römisch-katholischer Geistlicher und Märtyrer
- Bader, Emily (* 1996), US-amerikanische Schauspielerin
- Bader, Ernst (1860–1915), deutscher Kunstmaler und Königlich Württembergischer Hofdekorationsmaler
- Bader, Ernst (1914–1999), deutscher Schauspieler, Liederdichter und Komponist
- Bader, Erwin (* 1943), österreichischer Philosoph und Hochschullehrer
- Bader, Ferdinand (* 1981), deutscher Skispringer
- Bader, Franz (1903–1994), austroamerikanischer Buchhändler, Kunsthändler, Galerist und Fotograf
- Bader, Franz (1922–2018), deutscher Physiker
- Bader, Gershom (1868–1953), polnisch-US-amerikanischer Journalist und Schriftsteller
- Bader, Ghaleb Moussa Abdalla (* 1951), jordanischer römisch-katholischer Geistlicher, Erzbischof und Diplomat des Heiligen Stuhls
- Bader, Günter (* 1943), deutscher evangelischer Theologe
- Bäder, Günter (* 1951), deutscher Agrarwissenschaftler und Ingenieur für Keller- und Weinbauwirtschaft
- Bader, Hans (1875–1935), Schweizer evangelischer Geistlicher
- Bader, Hans-Dieter (1938–2022), deutscher Opernsänger (Tenor)
- Bader, Helene (* 1889), Erzieherin und Individualpsychologin
- Bader, Hilary J. (1952–2002), US-amerikanische Drehbuchautorin
- Bader, Isaak († 1635), deutscher Baumeister
- Bader, Jakob (1883–1939), deutscher Verwaltungsbeamter, Polizeipräsident und Ministerialdirektor
- Bader, Jan (* 2002), österreichischer Triathlet
- Bader, Jochanan (1901–1994), israelischer Politiker
- Bader, Johann Baptist (1788–1862), badischer Jurist und Politiker
- Bader, Johannes († 1545), deutscher Theologe und Reformator
- Bader, Josef, deutscher Fußballspieler
- Bader, Joseph (1805–1883), deutscher Archivar und Historiker
- Bader, Karl (1796–1874), deutscher Ingenieur und katholischer Publizist
- Bader, Karl (1868–1956), deutscher Historiker und Bibliothekar
- Bader, Karl (* 1960), österreichischer Politiker (ÖVP), Landtagsabgeordneter, Mitglied des Bundesrates
- Bader, Karl Siegfried (1905–1998), deutscher Jurist und Rechtshistoriker
- Bader, Kastulus (1940–2022), deutscher Unternehmer
- Bader, Konrad (1939–2025), deutscher Brigadegeneral der Bundeswehr
- Bader, Kristian (* 1965), deutscher Theater- und Fernsehschauspieler
- Bader, Kurt (1899–1959), deutscher Verwaltungsjurist, SS-Brigadeführer und Generalmajor der Polizei
- Bader, Leslie (* 1963), US-amerikanische Eisschnellläuferin
- Bader, Lilian (1918–2015), britische Aircraftwoman und Lehrerin
- Bader, Manfred (* 1953), deutscher Fußballspieler
- Bader, Markus (* 1974), deutscher Schauspieler und Regisseur
- Bader, Markus (* 1988), österreichischer Skilangläufer
- Bader, Martin (* 1968), deutscher Fußballfunktionär und SportdirektorMartin Bader (* 1968)

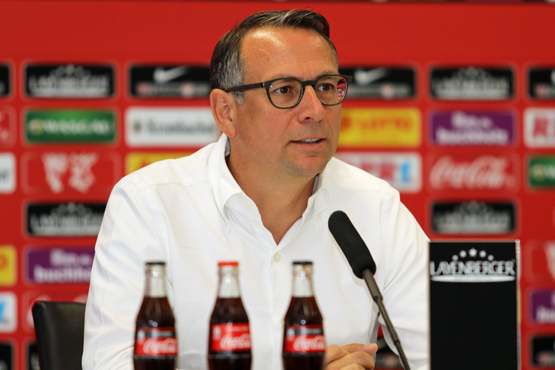
Martin Bader (* 1968)

- Bader, Martin (* 1992), österreichischer Triathlet
- Bader, Matthäus († 1598), deutscher Pädagoge und Autor
- Bader, Matthias (* 1997), deutscher Fußballspieler
- Bader, Maximilian (1879–1955), deutscher Orgelbauer
- Bader, Michael W. (* 1952), deutscher Unternehmer
- Bader, Monika (* 1959), deutsche Skirennläuferin
- Bader, Pascal (* 1970), deutscher Politiker
- Bader, Pascal (* 1982), Schweizer Fußballspieler
- Bader, Paul (1865–1945), deutscher Politiker (SPD), MdR
- Bader, Paul (1883–1971), deutscher General der Artillerie im Zweiten WeltkriegPaul Bader (1883–1971)

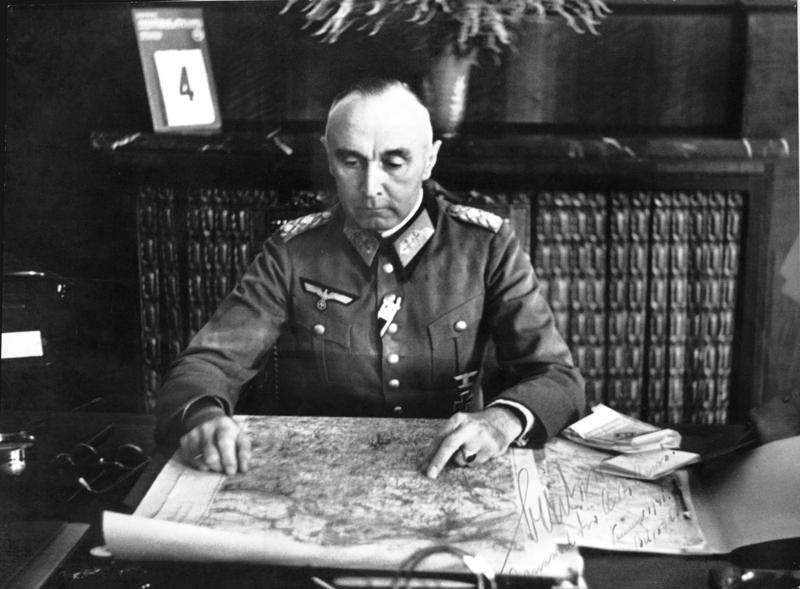
Paul Bader (1883–1971)

- Bader, Pepi (1941–2021), deutscher Bobsportler
- Bader, Peter, deutscher Kirchenmusiker (Organist), Cembalist und Chorleiter
- Bader, Philipp (* 1996), österreichischer Fußballspieler
- Bader, Rainer (* 1965), deutscher Arzt und Biomechaniker
- Bader, Ralf (* 1980), deutscher Handballspieler und -trainer
- Bader, René (1922–1995), Schweizer Fussballspieler und Trainer
- Bader, Richard-Ernst (1912–1996), deutscher Mediziner, Hygieniker und Mikrobiologe
- Bader, Roger (* 1964), Schweizer Eishockeytrainer
- Bader, Roland (* 1938), deutscher Dirigent
- Bader, Rolf (* 1969), deutscher Musikwissenschaftler und Hochschullehrer
- Bader, Sabina, Ehefrau des Täuferführers und Kabbalisten Augustin Bader
- Bader, Sebastian (* 1988), österreichischer Tennisspieler
- Bader, Stascha (* 1956), Schweizer Dokumentarfilmer
- Bader, Théophile (1864–1942), französischer Textil-Kaufmann, Produzent und Gründer der Galeries Lafayette
- Bader, Timo (* 1983), deutscher Schriftsteller
- Bader, Walter (1901–1986), deutscher Archäologe, Denkmalschützer und Professor in Bonn
- Bader, Werner (1922–2014), deutscher Journalist und Autor
- Bader, Wilhelm (1900–1984), deutscher Pionier der Netzwerksynthese
- Bader, Wilhelm Johann (1855–1920), deutscher Maler, Grafiker und Kunstlehrer
- Bader, Wilhelm junior (1875–1964), deutscher Orgelbauer
- Bader, Wilhelm sen. (1846–1927), deutscher Orgelbauer
- Bader, Yaarub (* 1959), syrischer Hochschullehrer und Minister
- Bader-Ann (1619–1680), deutsches Opfer eines HexenprozessesBader-Ann (1619–1680)

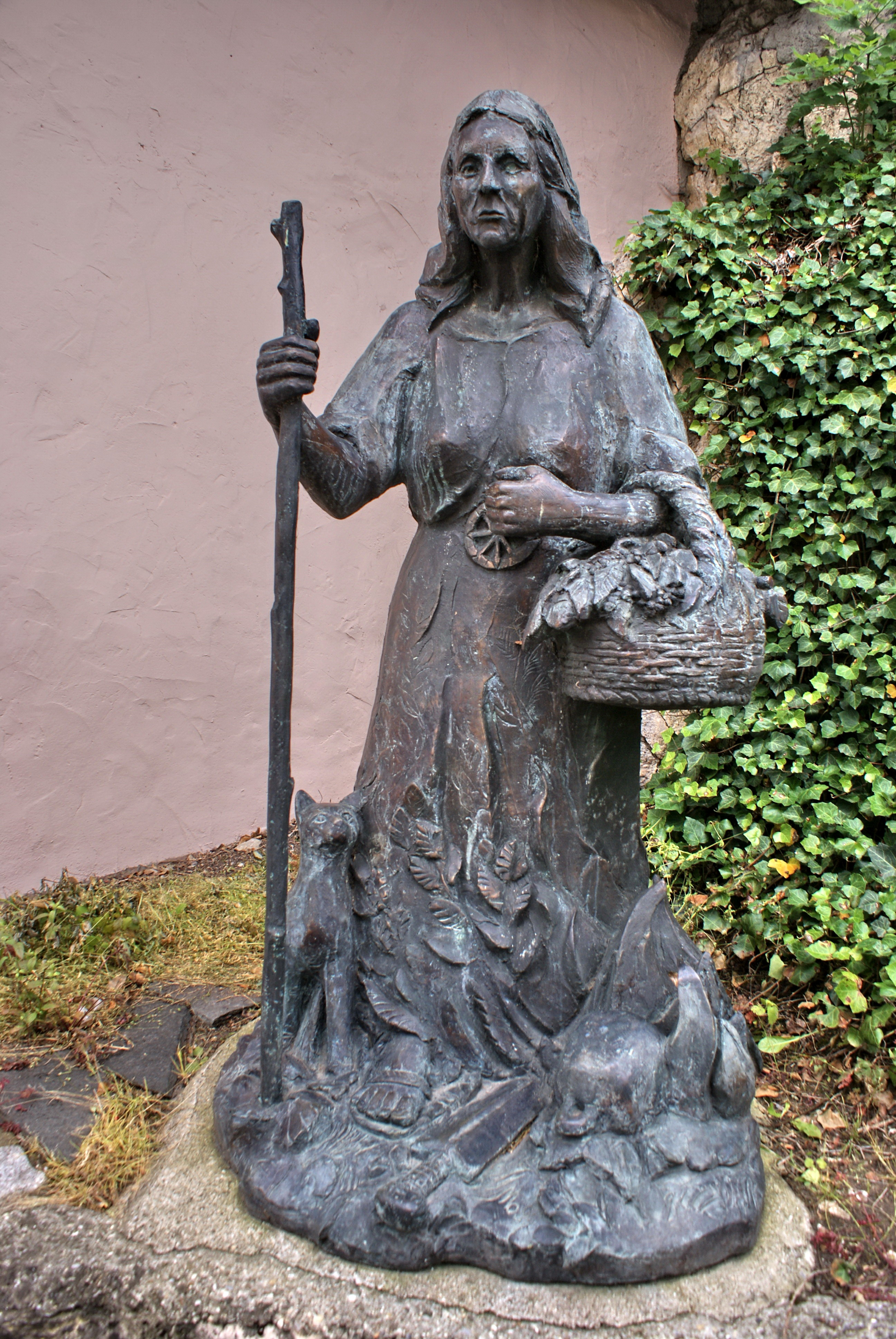
Bader-Ann (1619–1680)

- Bader-Bille, Catherine (* 1965), deutsche Behinderten-Leichtathletin
- Bader-Molnar, Katarina Elisabeth (1913–2004), deutsche Bibliothekarin, Lehrerin und Schriftstellerin
- Baderich, Sohn des Thüringerkönigs Bisinus II
- Baderich von Belzig, Graf von Belzig und letzter Burggraf von Brandenburg
- Baderich von Dornburg, Graf von Dornburg und Mühlingen
- Baderich von Jabilinze, Graf von Jabilinze und Dornburg und der erste Burggraf in Brandenburg
- Baderle, Karl Martin (1920–1991), österreichischer Käfersammler und Amateur-Entomologe
- Badertscher, Amos (1936–2023), US-amerikanischer Fotograf
- Badertscher, Christine (* 1982), Schweizer Politikerin (Grüne)
- Badertscher, Kurt (* 1950), Schweizer Schriftsteller
- Badertscher, Ulrik (* 1988), norwegischer Snowboarder
- Bădescu, Otilia (* 1970), rumänische Tischtennisspielerin
- Bădescu, Ramona (* 1980), französische Schriftstellerin rumänischer Herkunft
- Badessi, Giancarlo (1928–2011), italienischer Schauspieler
- Badewien, Jan (1947–2021), deutscher evangelischer Theologe
- Badewitz, Carl (1824–1906), deutscher Theaterschauspieler
- Badewitz, Friedrich Gustav (1779–1847), deutscher Theaterschauspieler und Direktor einer Wandertruppe
- Badewitz, Heinz (1941–2016), deutscher Filmschaffender und Festivalleiter

### Badg
- Badge, Peter (* 1974), deutscher Fotograf und Honorarkonsul Osttimors
- Badger, Charlotte (* 1778), australische Piratin
- Badger, Clarence G. (1880–1964), US-amerikanischer Filmregisseur, Drehbuchautor und Filmproduzent
- Badger, De Witt C. (1858–1926), US-amerikanischer Politiker
- Badger, George Edmund (1795–1866), US-amerikanischer Politiker
- Badger, Luther (1785–1868), US-amerikanischer Jurist und Politiker
- Badger, Sherwin (1901–1972), US-amerikanischer Eiskunstläufer
- Badger, Stephen (* 1956), australisch-kanadischer Schwimmer
- Badger, William (1779–1852), US-amerikanischer Politiker
- Badgett, Jesse B. (* 1807), US-amerikanischer Siedler und Politiker
- Badgett, Lee (* 1960), US-amerikanische Ökonomin
- Badgley, Bob (1928–2012), US-amerikanischer Jazzmusiker
- Badgley, Penn (* 1986), US-amerikanischer SchauspielerPenn Badgley (* 1986)

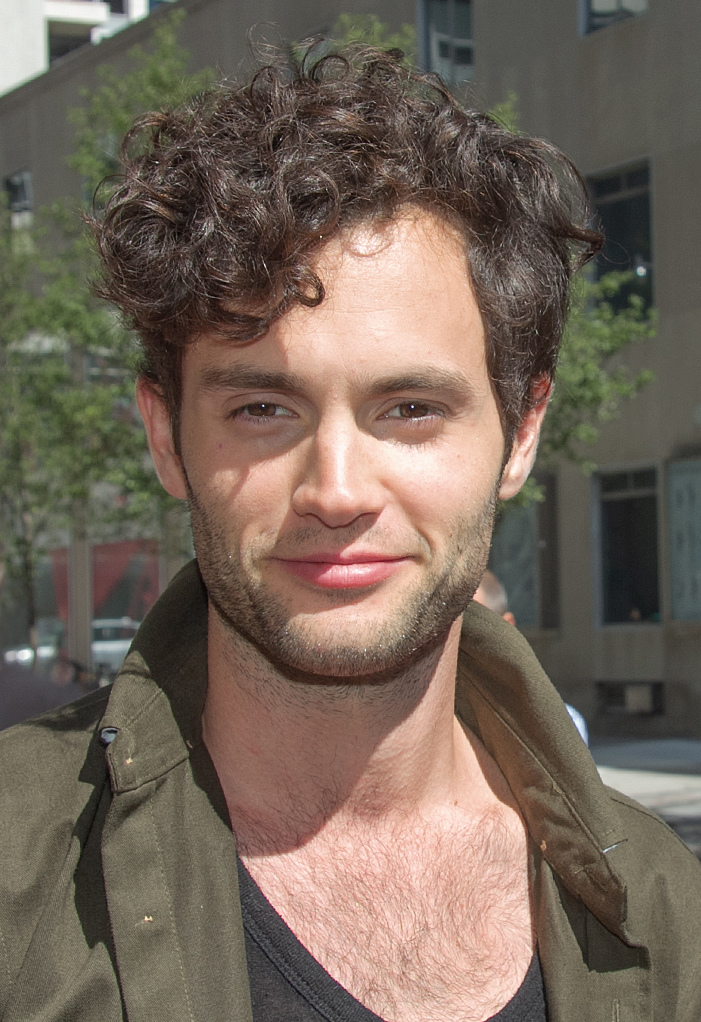
Penn Badgley (* 1986)

- Badgro, Red (1902–1998), US-amerikanischer American-Football- und Baseballspieler

### Badh
- Badham, John (* 1939), britischer Filmregisseur
- Badham, Mary (* 1952), US-amerikanische Schauspielerin
- Badham, Robert (1929–2005), US-amerikanischer Politiker
- Badhon, Azmeri Haque, bangladeschische Filmschauspielerin

### Badi
- Badi’ (1852–1869), persischer Märtyrer des Bahaismus
- Badi' az-Zaman al-Hamadhani (968–1007), persischer Dichter
- Badi, Aquiles (1894–1976), argentinischer Maler und Zeichner
- Badi, Chimène (* 1982), französische Sängerin
- Badi, Mohamed Salama (* 1966), saharauischer Diplomat
- Badia i Cutchet, Maria (* 1947), spanische Politikerin (Partit dels Socialistes de Catalunya), MdEP
- Badia i Margarit, Antoni Maria (1920–2014), spanischer Romanist, Hispanist und Katalanist
- Badia i Millàs, Concepció (1897–1975), katalanische Sopranistin und Gesangslehrerin
- Badía y Leblich, Domingo (1767–1818), spanisch Forschungsreisender, Politiker und Islam-Konvertit
- Badia, Carlo Agostino (1672–1738), italienischer Opern- und Oratorien-Komponist des Spätbarock
- Badia, Christian (* 1963), deutscher GeneralChristian Badia (* 1963)

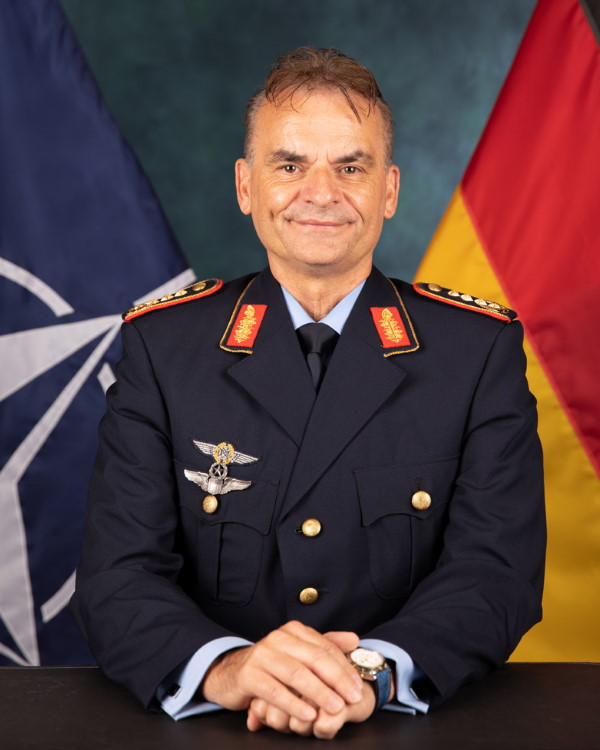
Christian Badia (* 1963)

- Badia, Tommaso (1483–1547), italienischer Dominikaner und Kardinal der katholischen Kirche
- Badia-a-Isola-Meister, italienischer Maler
- Badiali, Cesare († 1865), italienischer Opernsänger (Bassbariton)
- Badian Kouyaté, Seydou (1928–2018), malischer Schriftsteller und Politiker
- Badian, Ernst (1925–2011), österreichisch-neuseeländisch-britisch-US-amerikanischer Althistoriker
- Badian, Maya (* 1945), kanadische Komponistin und Musikwissenschaftlerin
- Badiane, Lhadji (* 1987), französisch-senegalesischer Fußballspieler
- Badiane, Malick (* 1984), senegalesischer Basketballspieler
- Badiarov, Dmitry (* 1969), russischer Violinist und Geigenbauer der historischen Aufführungspraxis
- Badiashile, Benoît (* 2001), französischer Fußballspieler
- Badibanga, Samy (* 1962), kongolesischer Politiker
- Badichah, Robert (* 1983), libanesischer armenisch-katholischer Ordensgeistlicher, Weihbischof in Beirut
- Badicke, Friedrich (* 1859), preußischer Landtagsabgeordneter und Rittergutsbesitzer
- Badié, Abdoulaye (* 1963), nigrischer Offizier
- Badie, Laurence (1928–2024), französische Schauspielerin
- Badie, Mina (* 1970), US-amerikanische Schauspielerin
- Badi’e, Muhammad (* 1943), ägyptischer Hochschullehrer, Politiker und TierarztMuhammad Badi’e (* 1943)

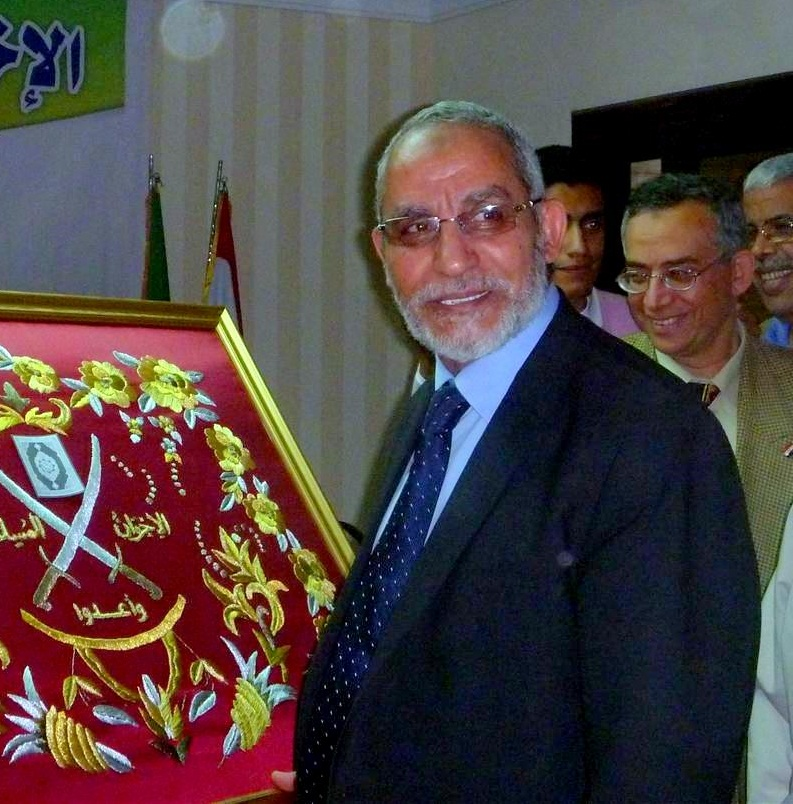
Muhammad Badi’e (* 1943)

- Badie, Peter (1925–2023), US-amerikanischer Jazzmusiker (Bass)
- Badie, Vincent (1902–1989), französischer Politiker, Mitglied der Résistance, Minister
- Badier, Simone (1936–2022), französische Bergsteigerin
- Badigin, Konstantin Sergejewitsch (1910–1984), sowjetischer Seeoffizier, Polarforscher und Schriftsteller
- Badila, Decebal (* 1968), rumänischer Jazzbassist
- Bădilă, Ovidiu (1962–2001), rumänischer Kontrabassist
- Badile, Antonio (1518–1560), italienischer Maler
- Badilla Castillo, Sergio (* 1947), chilenischer Dichter, Essayist und Übersetzer
- Badilla, Gabriel (1984–2016), costa-ricanischer Fußballspieler
- Badillo, Enrique (* 1984), mexikanischer Fußballspieler
- Badillo, Herman (1929–2014), US-amerikanischer Politiker
- Badin, Dmitri Sergejewitsch (* 1990), russischer Hacker
- Badin, Georges (1927–2014), französischer Dichter und Maler
- Bading, Bella (* 2007), deutsche Schauspielerin
- Bading, Emma (* 1998), deutsche SchauspielerinEmma Bading (* 1998)

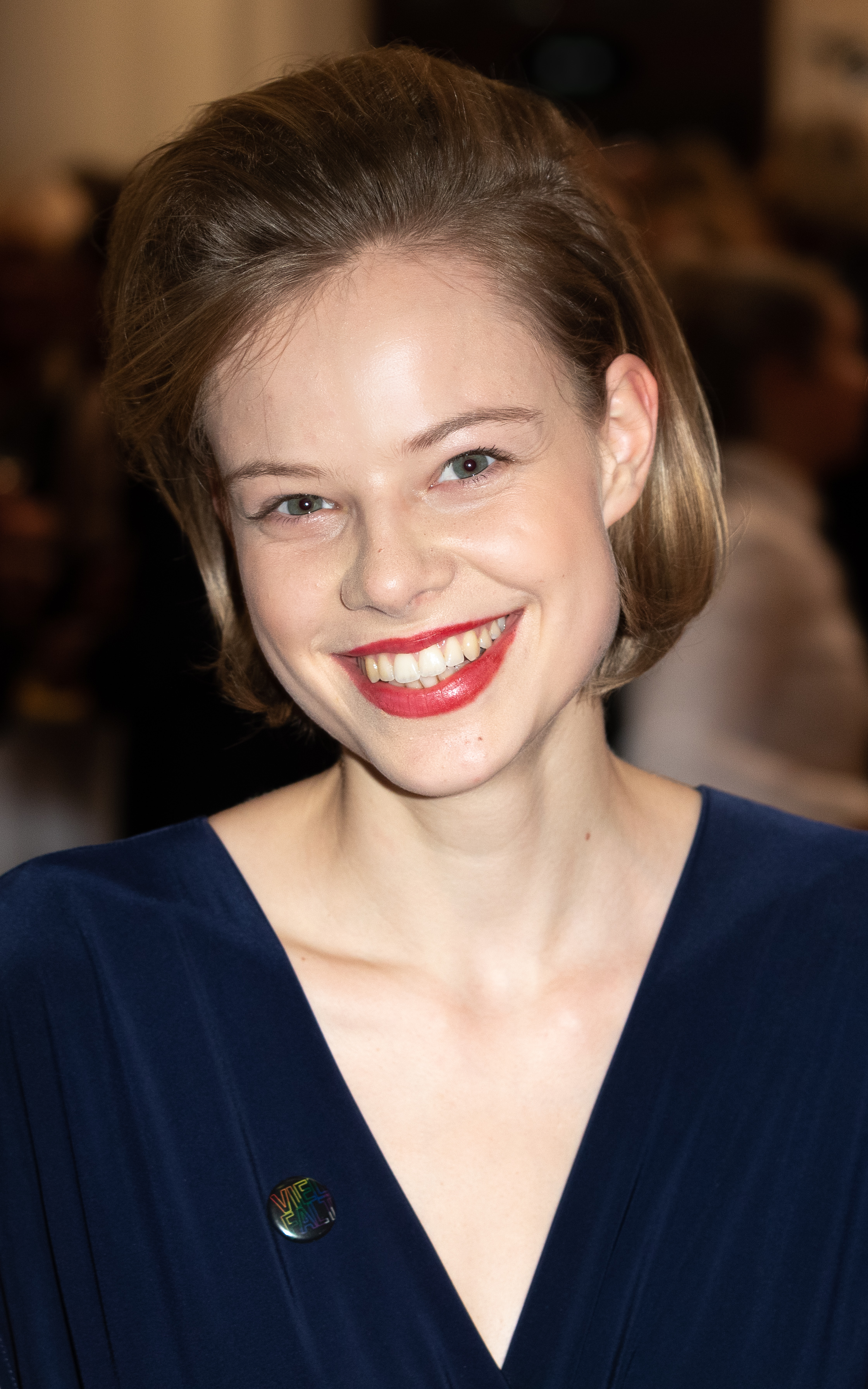
Emma Bading (* 1998)

- Bading, Harri (1901–1981), deutscher Politiker (SPD), MdB, MdEP
- Bading, Thomas (* 1959), deutscher Film- und Theaterschauspieler sowie Theaterregisseur
- Bading, Walter (1920–2009), deutscher Politiker (LDPD), MdV
- Badings, Henk (1907–1987), niederländischer Komponist und Professor
- Badini Confalonieri, Alfonso (* 1944), italienischer Geistlicher und emeritierter römisch-katholischer Bischof von Susa
- Badini, Boureima (* 1956), burkinischer Jurist, Politiker und Fußballfunktionär
- Badini, Gérard (* 1931), französischer Musiker, Bandleader und Komponist
- Badinková, Michaela (* 1979), slowakisch-tschechische Schauspielerin
- Badinski, Curt (1890–1966), deutscher Generalleutnant im Zweiten Weltkrieg
- Badinter, Élisabeth (* 1944), französische Philosophin
- Badinter, Robert (1928–2024), französischer Politiker, Jurist und Autor
- Badio, Brancou (* 1999), senegalesischer Basketballspieler
- Badiou, Alain (* 1937), französischer Philosoph, Mathematiker und SchriftstellerAlain Badiou (* 1937)

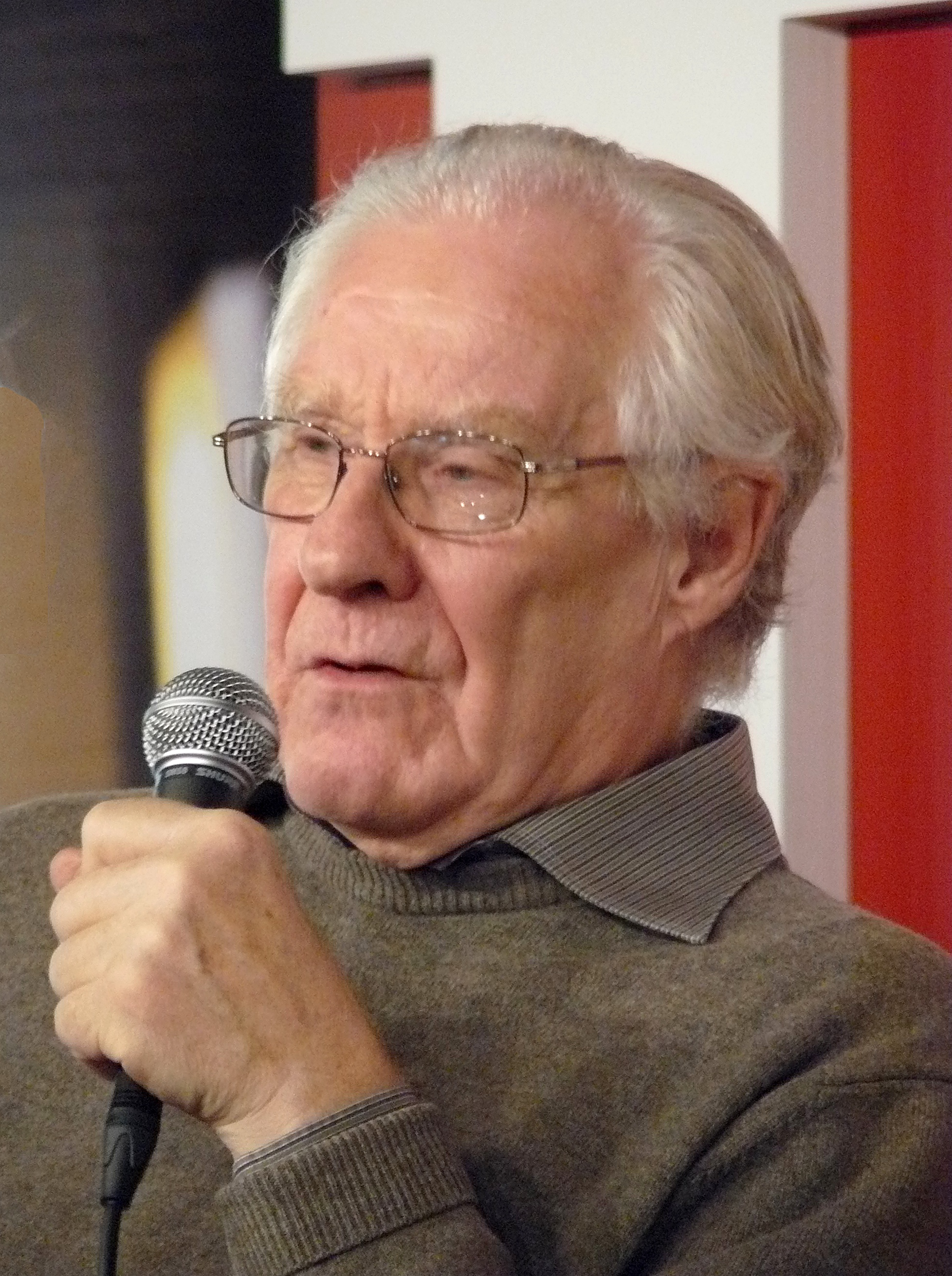
Alain Badiou (* 1937)

- Badiou, Franck (* 1967), französischer Sportschütze
- Badir, Walid (* 1974), israelischer Fußballspieler
- Badir, Youhannes Ezzat Zakaria (1949–2015), ägyptischer Geistlicher, Bischof von Luxor
- Bədirbəyli, Leyla (1920–1999), aserbaidschanisch-sowjetische Film- und Theaterschauspielerin
- Baditz, Otto von (1849–1936), ungarischer Maler
- Badiucao (* 1986), chinesischer Konzeptkünstler
- Badius, Jodocus (1462–1535), flämischer Buchdrucker und Humanist
- Badius, Konrad (1510–1562), französischer Drucker und Übersetzer
- Badiyi, Reza (1930–2011), iranischer Filmregisseur und Filmproduzent

### Badj
- Badjan-Young, Janet (* 1937), gambische Dramatikerin
- Badjelchan, Chawdislamyn, mongolischer Politiker
- Badji, Aïssatou (* 1980), senegalesische Sprinterin
- Badji, Aliou (* 1997), senegalesischer Fußballspieler
- Badji, Dominique (* 1992), senegalesischer Fußballspieler
- Badji, Fayçal (* 1973), algerischer Fußballspieler
- Badji, Ibou (* 2002), senegalesischer Basketballspieler
- Badji, Mamina (* 2002), senegalesischer Fußballspieler
- Badji, Marietou (* 1986), senegalesische Leichtathletin
- Badji, Ndiss Kaba (* 1983), senegalesischer Leichtathlet
- Badji, Stéphane (* 1990), senegalesischer Fußballspieler
- Badji, Youssouph (* 2001), senegalesischer Fußballspieler
- Badjie, Abdou F. M., gambischer Politiker
- Badjie, Alieu Erima Woola Fatty (1925–2005), gambischer Lehrer, Diplomat und Politiker
- Badjie, Bakary Y., gambischer Politiker
- Badjie, Dembo M. (* 1952), gambischer Politiker und Diplomat
- Badjie, Ensa († 2024), gambischer Polizist
- Badjie, Fatim (* 1983), gambische Politikerin
- Badjie, Ismail (* 2005), deutsch-gambischer FußballspielerIsmail Badjie (* 2005)

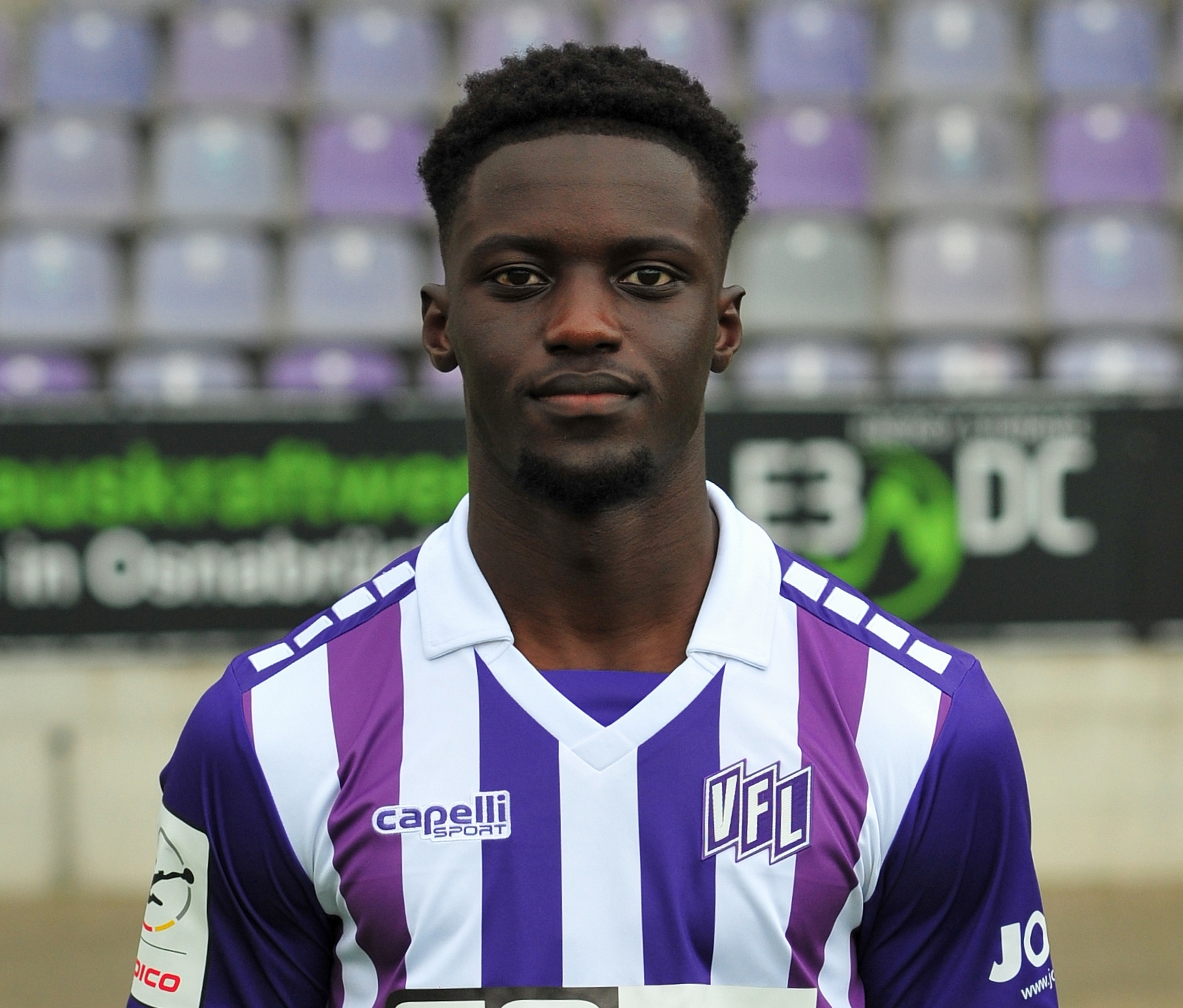
Ismail Badjie (* 2005)

- Badjie, Karafa, gambischer Politiker
- Badjie, Kebba (* 1999), gambischer Fußballspieler
- Badjie, Landing († 2021), gambischer Polizist
- Badjie, Modou Lamin, gambischer Generaldirektor des Nachrichtendienst
- Badjie, Musa, gambischer Politiker
- Badjie, Musa (* 1978), gambischer Politiker
- Badjie, Ousman (* 1967), gambischer Politiker und Diplomat
- Badjie, Ousman (* 1967), gambischer General
- Badjie, Robert (* 1984), gambischer Fußballspieler
- Badjie, Simon (* 1979), gambischer Fußballspieler
- Badjie, Sunkary, gambischer Politiker
- Badjonow, Bair Dorschijewitsch (* 1976), russischer Bogenschütze burjatischer Abstammung
- Badjou, Arnold (1906–1994), belgischer Fußballtorwart
- Badjukow, Alexei Wiktorowitsch (* 1978), russischer Eishockeyspieler

### Badk
- Bądkowski, Lech (1920–1984), polnischer Schriftsteller, Journalist und Politiker

### Badl
- Badl, Wilhelmine (1899–1956), österreichische Bildhauerin, Grafikerin und Malerin
- Badland, Annette (* 1950), britische Schauspielerin
- Badler, Jane (* 1953), US-amerikanische Schauspielerin
- Badlesmere, Bartholomew de, 1. Baron Badlesmere († 1322), englischer Adliger, Militär und Rebell
- Badlesmere, Elizabeth de († 1356), englische Adlige
- Badlesmere, Giles de, 2. Baron Badlesmere (1314–1338), englischer Adliger
- Badley, John Haden (1865–1967), englischer Reformpädagoge
- Badloe, Kiran (* 1994), niederländischer Windsurfer
- Badly Drawn Boy (* 1969), britischer Musiker und Songwriter

### Badm
- Badmann, Natascha (* 1966), Schweizer Triathletin
- Badmómzjay (* 2002), deutsche RapperinBadmómzjay (* 2002)

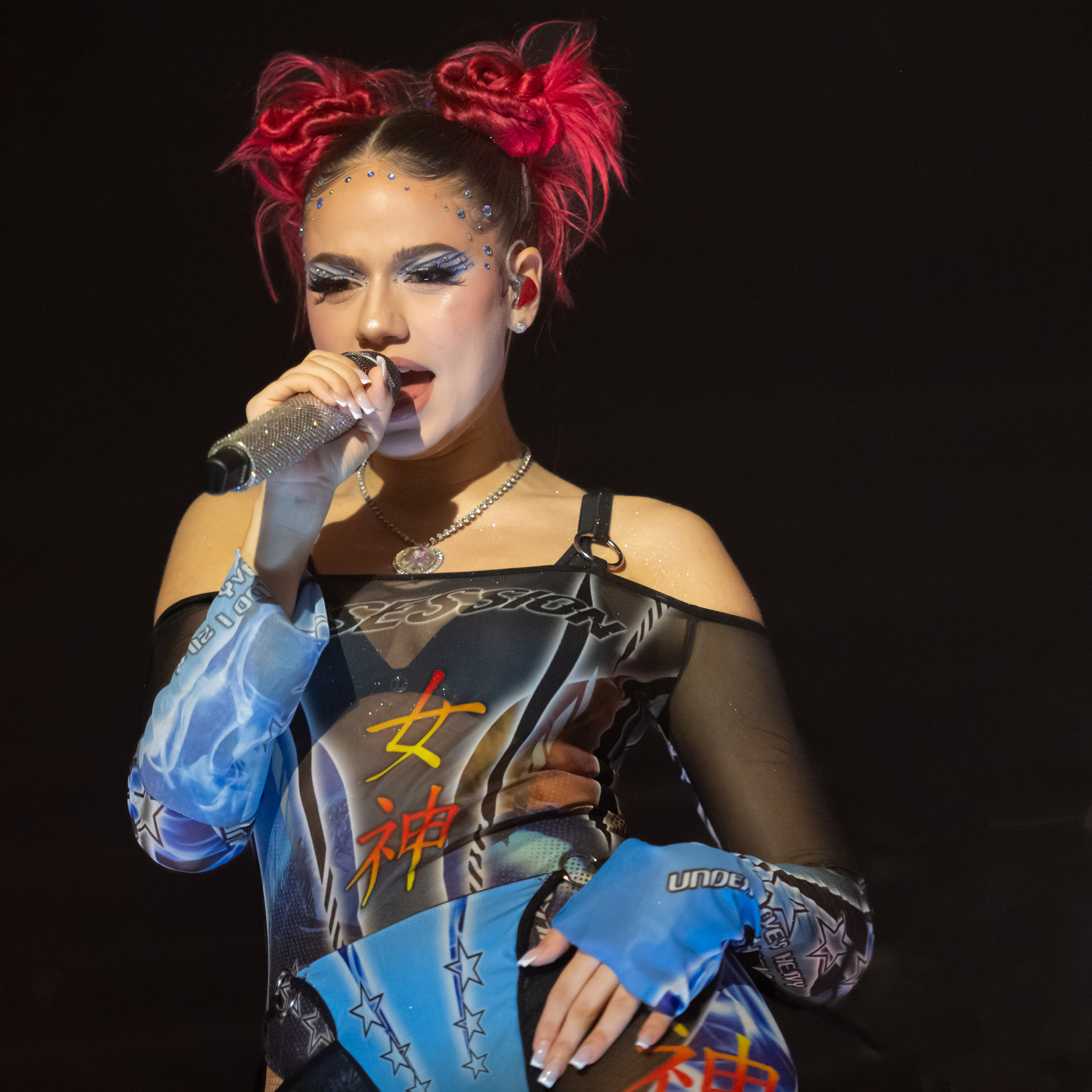
Badmómzjay (* 2002)

### Badn
- Badnarik, Michael (1954–2022), US-amerikanischer Software-Ingenieur und Politiker

### Bado
- Bado, Julian (* 1991), gibraltarischer Fußballspieler
- Badó, Raymund (1902–1986), ungarischer Ringer
- Badoardo de Peraga, Bonaventura (1332–1389), italienischer Kardinal der Römischen Kirche
- Badoaro, Alberto († 1677), italienischer Geistlicher und Bischof von Crema
- Badoaro, Giacomo (1602–1654), italienischer Librettist und Politiker der Republik Venedig
- Badoer, Elena († 1729), venezianische Dogaressa, Ehefrau des späteren Dogen Alvise Pisani
- Badoer, Giovanni Alberto (1649–1714), italienischer Kardinal der Römischen Kirche
- Badoer, Luca (* 1971), italienischer Automobilrennfahrer
- Badoer, Pietro († 942), Doge von Venedig
- Badoglio, Pietro (1871–1956), italienischer Politiker und General
- Bădoi, Valentin (* 1975), rumänischer Fußballspieler und -trainer
- Badolisani, Vincenzo (* 1958), italienischer Filmschaffender
- Badonnel, André (1898–1991), französischer Entomologe
- Badora, Anna (* 1951), deutsch-polnische Regisseurin und Intendantin
- Badorek, Gabriele (* 1952), deutsche Handballspielerin
- Badorek, Walter (1906–1971), deutscher Fußballspieler
- Badosa, Paula (* 1997), spanische TennisspielerinPaula Badosa (* 1997)

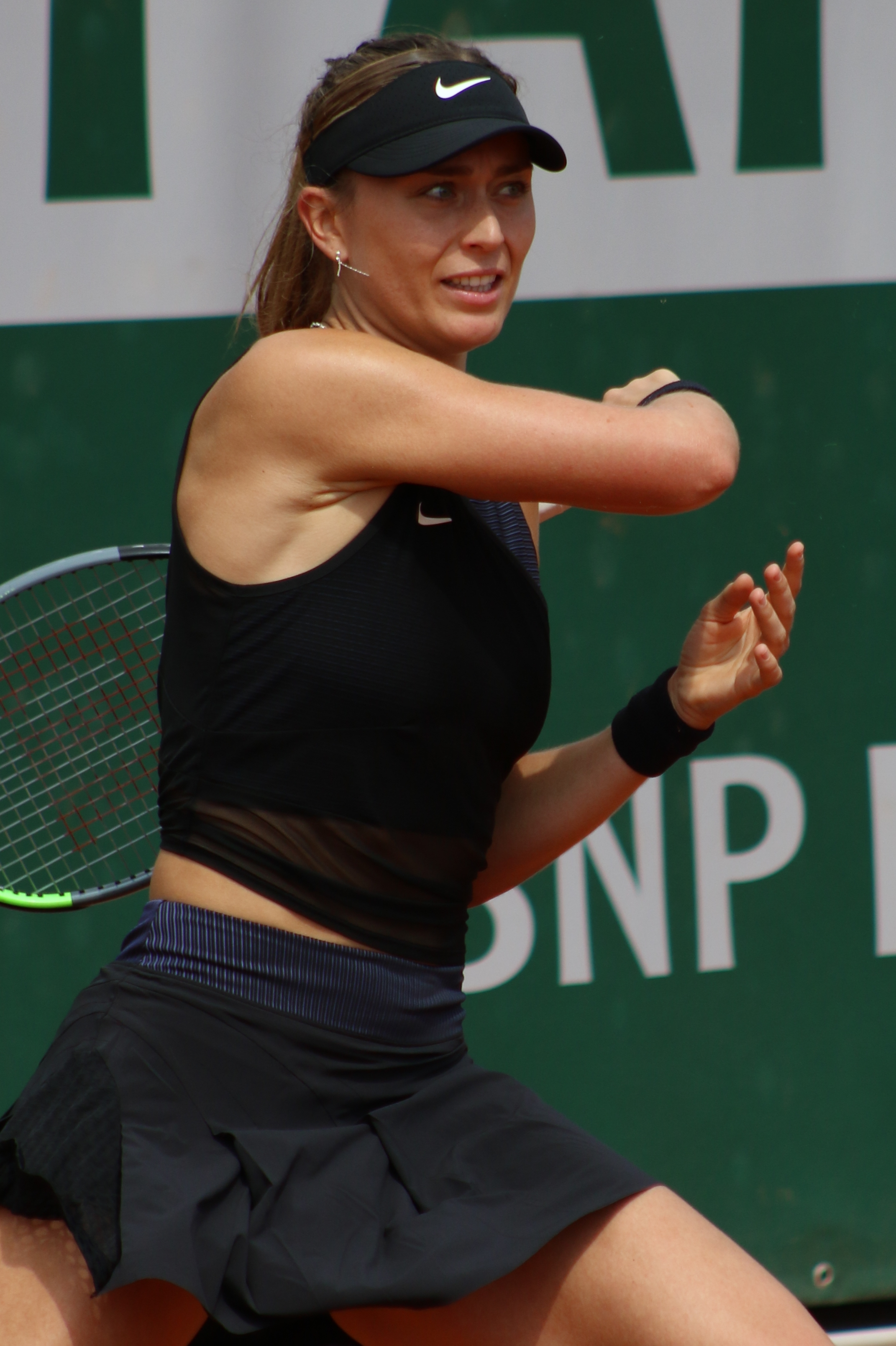
Paula Badosa (* 1997)

- Badou, Christian (1942–2019), französischer Badmintonspieler
- Badou, Zaki (* 1959), marokkanischer Fußballspieler und -trainer
- Badoud, François-Xavier (1792–1852), Schweizer Politiker und Notar
- Badoux, Christophe (1964–2016), Schweizer Comiczeichner
- Badoux, Henri (1871–1951), Schweizer Forstwissenschaftler
- Badoux, Henri (1909–1997), Schweizer Politiker (FDP)
- Badovici, Jean (1893–1956), rumänischstämmiger Architekt und Architekturkritiker
- Badovinac, Marko (1771–1851), griechisch-katholischer Geistlicher und Bildhauer
- Badovinac, Zdenka (* 1958), slowenische Kuratorin und Autorin
- Badowski, Henry (* 1958), britischer Songwriter und Multiinstrumentalist
- Badowski, Ryszard (1930–2021), polnischer Journalist und Autor

### Badr
- Badr ad-Din Lulu († 1259), Herrscher von Mossul
- Badr al-Dschamali († 1094), Regent der Fatimiden
- Badr bin Abdullah Al Saud (* 1985), saudi-arabischer Politiker, Mitglied des Hauses SaudBadr bin Abdullah Al Saud (* 1985)

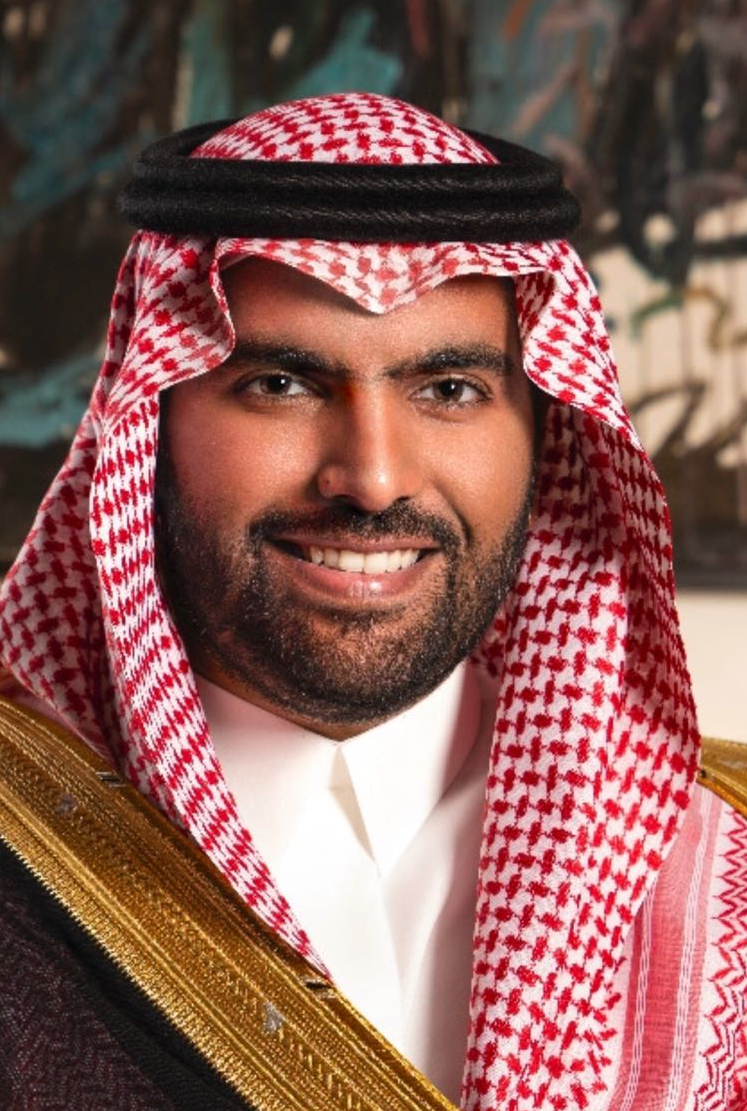
Badr bin Abdullah Al Saud (* 1985)

- Badr Bin Mohammad Al-Turki (* 1984), Imam in der heiligen Moschee in Makkah
- Badr bin Saud Al Saud (1934–2004), saudi-arabischer Politiker
- Badr bin Sultan (* 1980), saudi-arabischer Königsenkel und Politiker
- Badr el-Din Othman, Hanan, Menschenrechtlerin
- Badr ibn Abd al-Aziz (1932–2013), stellvertretender Kommandeur der saudi-arabischen Nationalgarde und Mitglied der Königsfamilie
- Badr, Amdschad (* 1969), syrischer Naturwissenschaftler und Politiker
- Badr, Amin (* 1995), britischer Taekwondoin
- Badr, Hammad (* 1984), Radrennfahrer aus den Vereinigten Arabischen Emiraten
- Badr, Jamaluddin, afghanischer Politiker
- Badran, Adnan (* 1935), jordanischer Akademiker und Politiker, Ministerpräsident von Jordanien
- Badran, Jacqueline (* 1961), Schweizer Politikerin (SP) und UnternehmerinJacqueline Badran (* 1961)

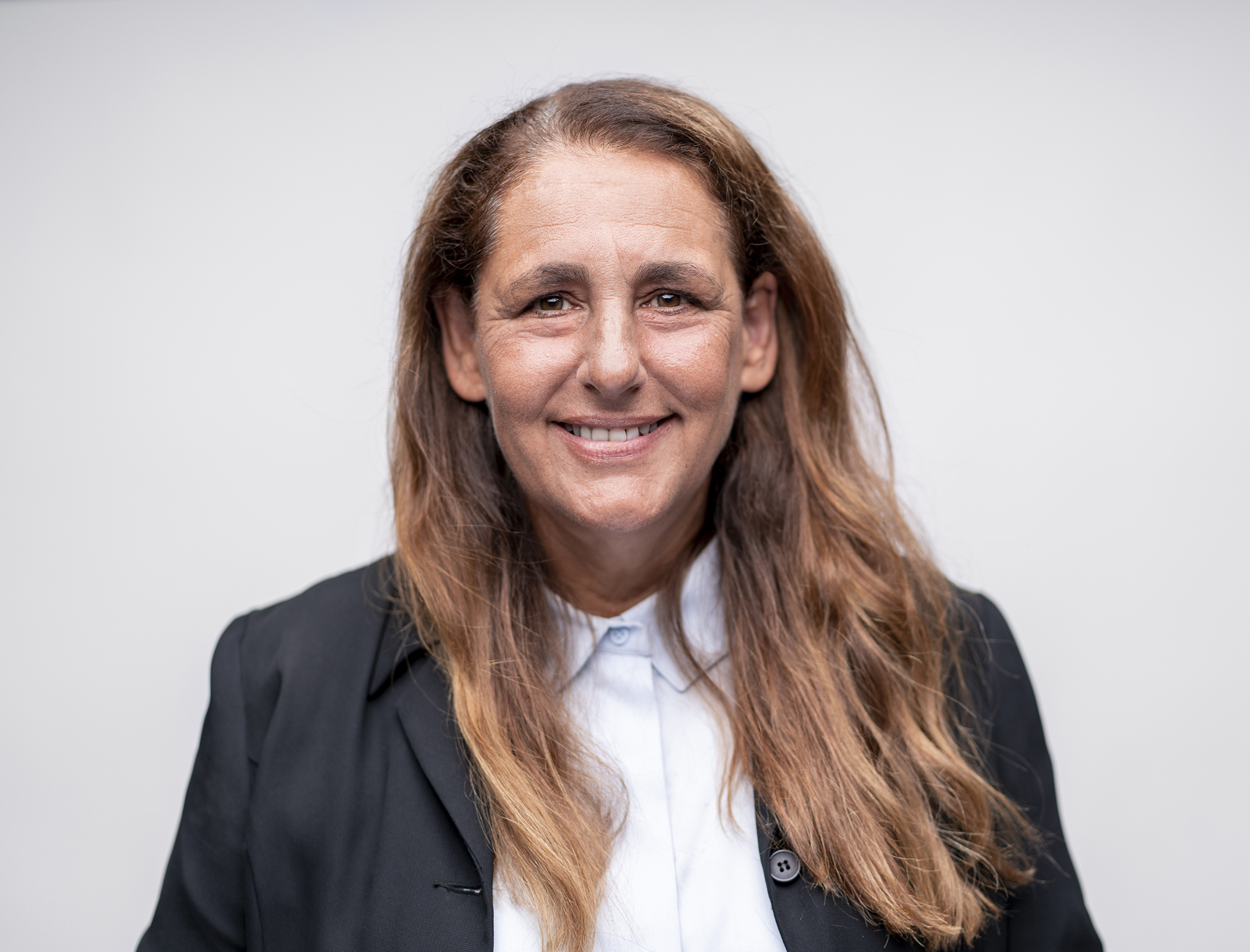
Jacqueline Badran (* 1961)

- Badran, Mudar (1934–2023), jordanischer Politiker, Premierminister des Königreichs Jordanien
- Badran, Shamseddin (1929–2020), ägyptischer Politiker und Soldat
- Badraoui, Mohamed El (* 1971), marokkanischer Fußballspieler
- Badraun, Daniel (* 1960), Schweizer Schriftsteller und Lehrer
- Badrawi, Hussam, ägyptischer Hochschullehrer und Politiker
- Badreddin, Shafi (* 1972), syrischer Komponist und Musiker
- Badreddine, Mustafa (1961–2016), libanesischer Terrorist, militärischer Führer der Hisbollah
- Badrena, Manolo (* 1952), puerto-ricanischer Perkussionist
- Badreya, Sayed (* 1957), Schauspieler, Filmproduzent und Drehbuchautor
- Badri, Abd al-Qadir al- (1921–2003), libysch Politiker, Premierminister von Libyen (1967)
- Badri, Anice (* 1990), tunesischer Fußballspieler
- Badri, Najat (* 1988), marokkanische Fußballspielerin
- Badrian, Gerhard (1905–1944), deutscher Fotograf und Widerstandskämpfer
- Badrić, Nina (* 1972), kroatische PopsängerinNina Badrić (* 1972)

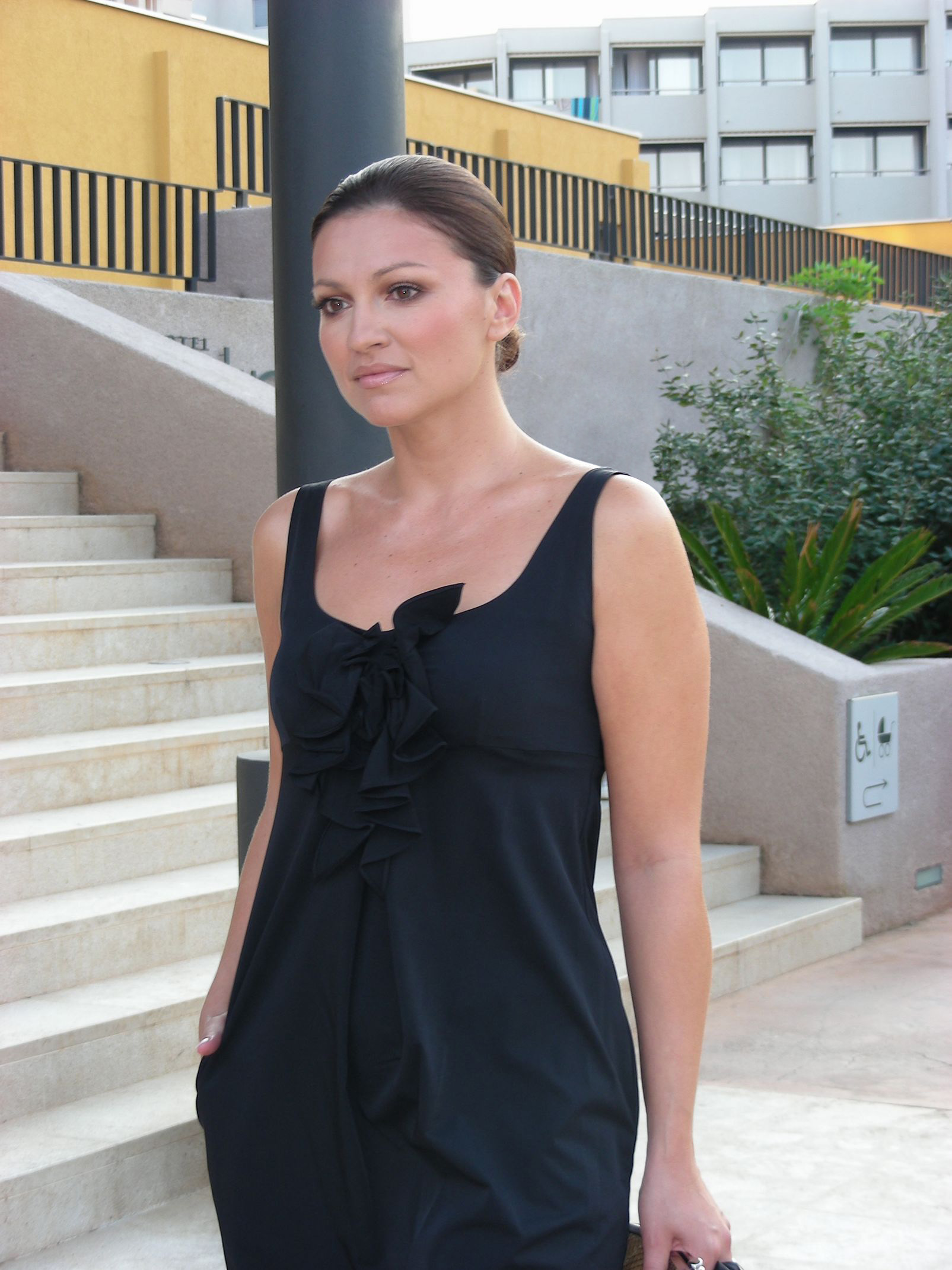
Nina Badrić (* 1972)

- Badrikian, Albert (1933–1994), französischer Mathematiker
- Badrising, Niermala (* 1962), surinamische Diplomatin und Politikerin
- Badrov, Davor (* 1992), bosnischer Turbofolksänger
- Badrow, Alexander (* 1973), deutscher Politiker (CDU) und Oberbürgermeister von Stralsund
- Badrus, Gheorghe (* 1927), rumänischer Politiker (PCR) und Diplomat
- Badrutt, Caspar (1848–1904), Schweizer Unternehmer, Hotelier und Restaurateur
- Badrutt, Johannes (1819–1889), Bündner Hotelier
- Badrutt, Peter Robert (1850–1907), Schweizer Unternehmer, Hotelier und Politiker
- Badrutt, Reto (1908–1974), Schweizer Skispringer
- Badry, Maged Mohser el (* 1995), ägyptischer Speerwerfer
- Badry, Roswitha (* 1959), deutsche Islamwissenschaftlerin

### Bads
- Badsarwaanj, Baatarchüügiin (* 1990), mongolischer Eishockeytorwart
- Badschamal, Abd al-Qadir (1946–2020), jemenitischer Premierminister
- Bādschī, al- (1013–1081), arabischer Hadith-Gelehrter, Rechtstheoretiker und Dichter
- Badsjakouski, Mikita (* 1992), belarussischer Pokerspieler
- Badstieber, Karl (1875–1942), österreichischer Architekt
- Badstuber, Holger (* 1989), deutscher FußballspielerHolger Badstuber (* 1989)

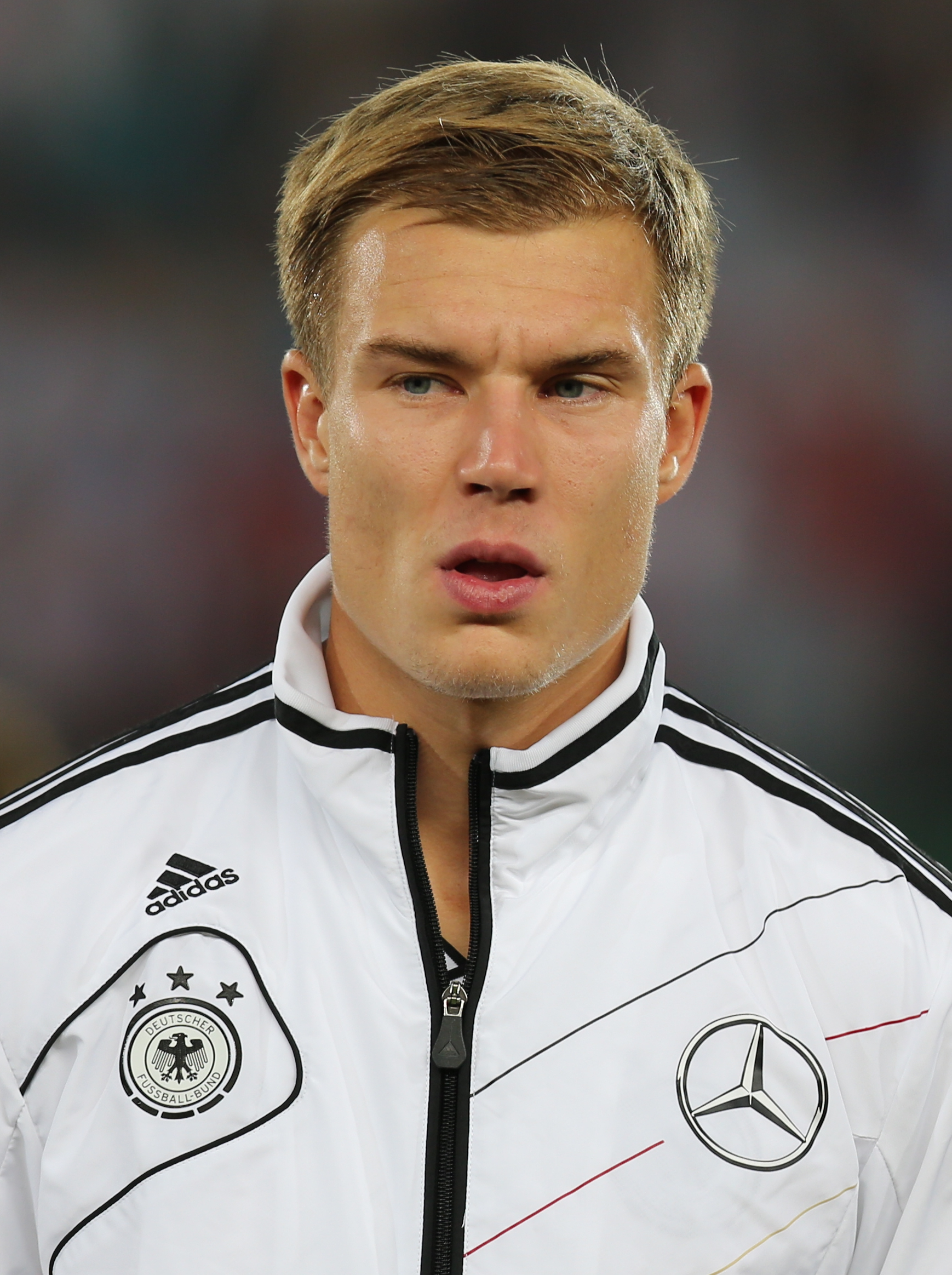
Holger Badstuber (* 1989)

- Badstuber, Martina (* 1972), deutsche Kinderbuchautorin und -illustratorin
- Badstübner, Ernst (* 1931), deutscher Bau- und Kunsthistoriker
- Badstübner, Florian (* 1991), deutscher Fußballschiedsrichter
- Badstübner, Rolf (* 1928), deutscher Historiker
- Badstübner, Rudolf, deutscher Rugbyspieler

### Badt
- Badt, Hermann (1887–1946), preußischer Beamter und Politiker, sowie zionistischer Aktivist
- Badt, Kurt (1890–1973), deutscher Kunsthistoriker
- Badt-Strauss, Bertha (1885–1970), deutsche Publizistin, Journalistin und Autorin
- Badtke, Gernot (* 1939), deutscher Sportmediziner, Hochschullehrer
- Badtke, Günther (1910–1967), deutscher Augenarzt und Hochschullehrer

### Badu
- Badu Bonsu II. († 1838), König der Ahanta
- Badu, Erykah (* 1971), US-amerikanische Soul-SängerinErykah Badu (* 1971)

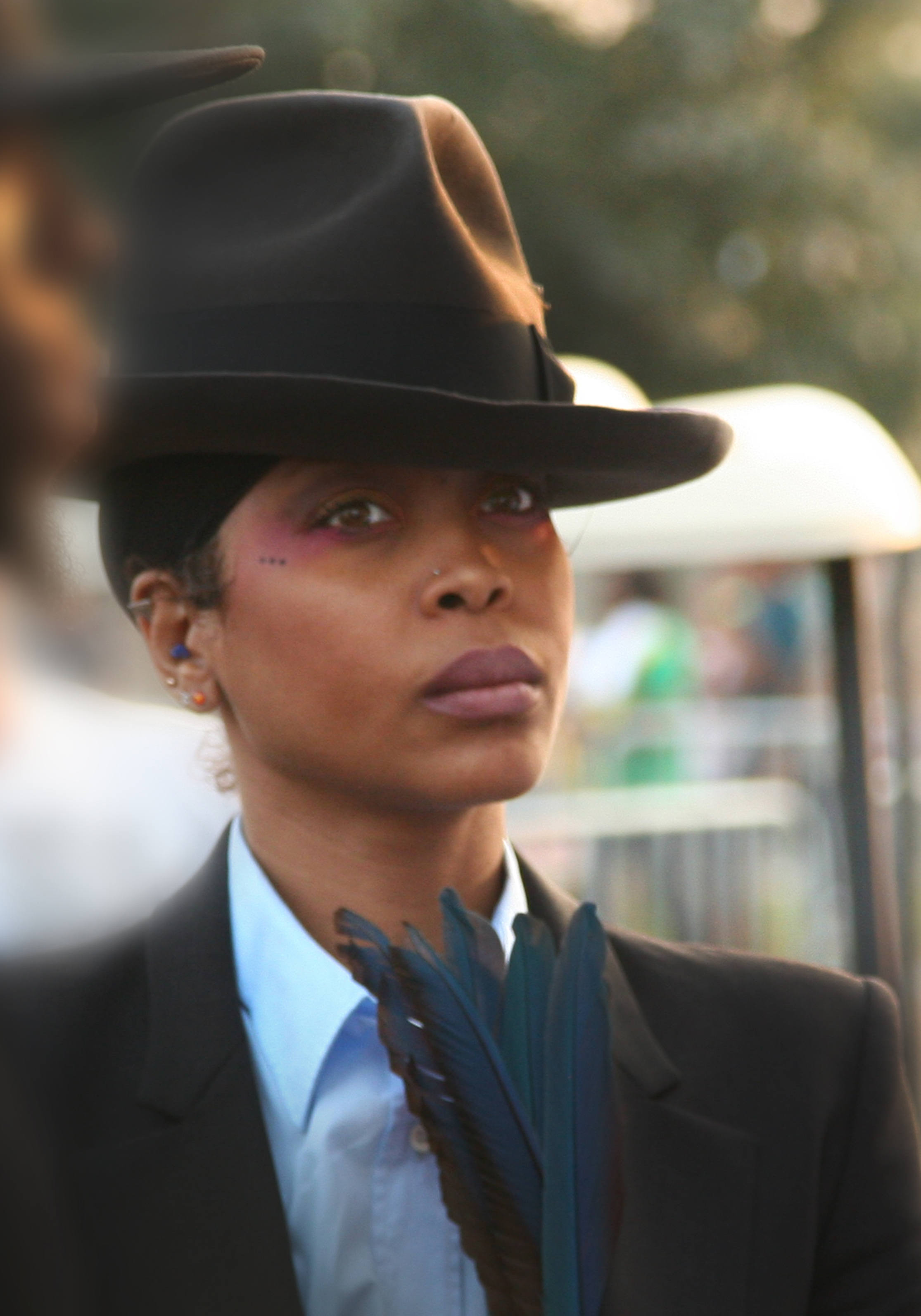
Erykah Badu (* 1971)

- Badu, Malcolm (* 1997), deutscher Fußballspieler
- Baduarius († 565), byzantinischer Heermeister
- Baduel, Claude (1491–1561), Schweizer evangelischer Geistlicher und Hochschullehrer
- Baduel, Raúl (1955–2021), venezolanischer Politiker und Militär
- Badum, Lisa (* 1983), deutsche Politikerin (Bündnis 90/Die Grünen), MdB
- Badunowa, Paluta (1885–1938), russisch-belarussische Lehrerin und Politikerin
- Badur, Frank (* 1944), deutscher Maler der Farbfeldmalerei und Konkreten Kunst
- Badur, Sezer (* 1984), deutsch-türkischer Fußballspieler
- Badura, Bernhard (* 1943), deutscher Soziologe, Gesundheitswissenschafter, Hochschullehrer, Unternehmer
- Badura, Bozena Anna (* 1978), freie Literaturkritikerin und -wissenschaftlerin sowie Literaturvermittlerin und Moderatorin
- Badura, Gabriela (* 1941), deutsche Theaterschauspielerin
- Badura, Jerzy (1845–1911), polnischer evangelischer Pfarrer, Schriftsteller und Nationalaktivist
- Badura, Michael (* 1938), deutscher Maler
- Badura, Peter (1934–2022), deutscher Rechtswissenschaftler
- Badura, Ute (* 1957), deutsche Filmautorin, Kamerafrau und Regisseurin
- Badura, Zofia (* 1954), polnische Lyrikerin
- Badura-Skoda, Eva (1929–2021), österreichische Musikwissenschafterin
- Badura-Skoda, Paul (1927–2019), österreichischer PianistPaul Badura-Skoda (1927–2019)

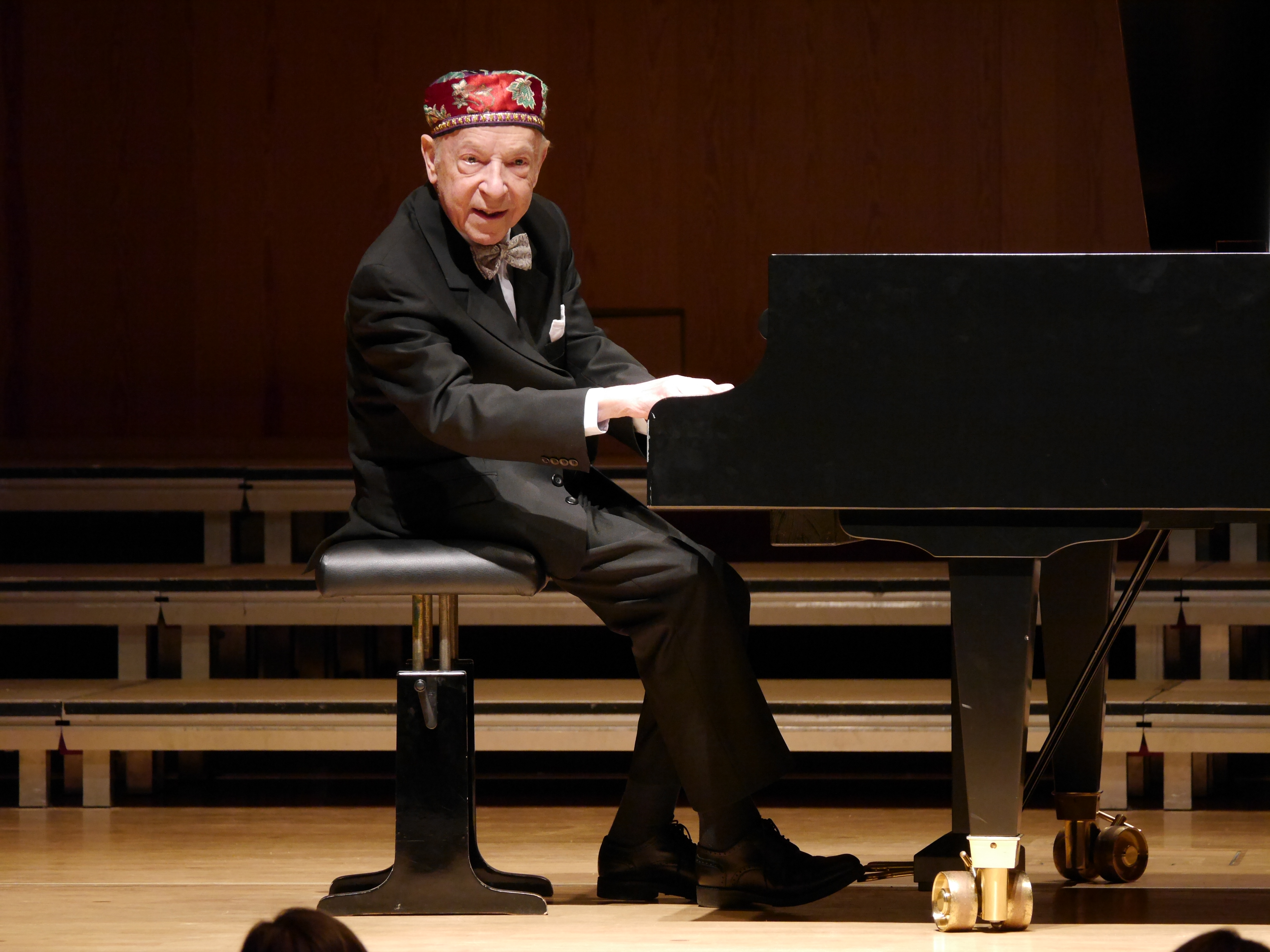
Paul Badura-Skoda (1927–2019)

- Badurad († 862), zweiter Bischof von Paderborn
- Baďurová, Kateřina (* 1982), tschechische Stabhochspringerin
- Baduza, Masali (* 1997), südafrikanische Schauspielerin

### Badw
- Badwal, Wanda (* 1985), deutsches Fotomodell, Musicaldarstellerin und Schauspielerin
- Badwawi, Ali al- (* 1972), arabischer Fußballschiedsrichter

### Bady
- Badyna, Karol (* 1960), polnischer Bildhauer

### Badz
- Badziong, Helene (1917–1998), deutsche Widerstandskämpferin, Gewerkschafterin und Frauenrechtlerin